# ホンダ・ゴールドウイング
ゴールドウイング（英: Gold Wing）は、本田技研工業が製造販売する自動二輪車である。数日間にわたる超長距離移動の用途に特化しており、「Touring Motorcycles」という新たな分野を創造した。
これまで、全面改良が5回なされており、それをもって六つの世代に分類される。

## 第一世代

### GL1000
1974年から日本国埼玉県の埼玉製作所狭山工場で製造が開始され、1975年型から1979年型までがある。日本国内では販売できず、米国、北米および豪州などに輸出された。
1974年10月に開催されたケルン・ショー（独: Internationale Fahrrad- und Motorrad-Ausstellung）で初公開され、最初の1年間で販売された約5,000台のうち、米国での販売が8割を占めた。GL1000 Gold Wingは、特にツーリング・モデルとして意図されたものではなかったが、信頼性の高さと安定感、振動の少なさや上質の走りから、米国で超長距離ツーリング・モデルとして活用され、購入者は後付けのラゲッジとフロント・フェアリングを好んで装備した。これは、Gold Wingの将来の方向性に影響を与えることとなった。
開発は1972年から始まったとされている。本田技研工業は、1969年に発売されたCB750の成功を受けて、次世代の高性能大型車の先行研究を始めていた。入交昭一郎が率いる技術班は、371と呼ばれるプロジェクトで、1972年2月にバイエルンのR75/5とCB750との比較試験を行い、水平対向原動機特有のトルク反力が、高出力化の妨げとなることを確認した。これを反トルク用バランサで対処した総排気量1,470ccの水平対向6気筒水冷式4ストローク原動機を、バイエルンの車体に搭載した試験車を製作してみた。このM1もしくはA0Kと呼ばれる試験車は、試乗した本田宗一郎からは高評価を得たが、原動機の直後に変速機が続く構成は車軸間距離が長くなり、適切な運転姿勢が取れないなど課題が多かった。
先行研究は半年ほどで終了し、代わって野末壽保のもとで量産に向けた開発が始められた。究極の自動二輪車という単純だが大胆な目標が設定され、この目標を実現するために採用したのが、低重心かつ低振動で静粛性の高い水冷4ストローク水平対向エンジンやシャフトドライブなどである。さらに、低重心実現のために変速機を原動機の下部に、燃料タンクも座席下にそれぞれ配置することで、今日まで続くGold Wingの基本構成が決まった。

#### 1975年型
本田技研工業では、K0と呼称している。黒色の排気管に銀色のヒート・シールドが装着されている。1976年型で追加されたグリス・ニップルについて、1975年型への指示改修が行われた。
- 米国 - 車体塗色はCandy Antares RedとCandy Blue Greenの2種で、価格は2,899USDだった[9]。
- 欧州 - 欧州での価格は20,060FRFだった[25]。
- 日本 - 自動車技術会は、1998年（平成10年）にGL1000 Gold Wingを、日本の自動車技術148選の一つに選定した[26]。

#### 1976年型
本田技研工業では、K1と呼称している。ドライブシャフト・スプラインにグリス・ニップルが追加された。
- 米国 - 米国の建国200年を記念し、特別な標章、金色のストライプ、銀色鍍金のラジエーター・シュラウド、特別なシートとホイールなどを装備したGL1000 Gold Wing LTDが販売された[9][27]
- 日本 - 駐留軍の軍人が日本国内に持ち込んだGL1000 Gold Wingを用い、専門誌オートバイが試乗記事を掲載した[28][29]。

#### 1977年型
本田技研工業では、K2と呼称している。
- 米国 - 燃料計の追加、ハンドルバーの高さ調整、握り手の形状変更、後部と段差を付けた座席、排気管の前端へのヒート・シールド装着並びに銀色に鍍金された排気管の採用など一部改良がなされた[12]。Cycle World誌のTen Best Bikes of 1977でBest Touring Bikeに選出された[30][31]。

#### 1978年型
本田技研工業では、K3と呼称している。
- 米国 - センター・ポッドに設置された燃料計、電圧計および水温計を備えた計基盤、二段階減衰力調整機能がついたFVQショック・アブソーバー、径が1mm小さい気化器、再設計された排気管、後方方向指示器装着位置の見直し、コムスター・ホイールと呼ばれるキャスト・ホイールが採用などの一部変更が行われた[14][12]。

#### 1979年型
本田技研工業では、K4と呼称している。
- 米国 - 尾灯および方向指示器の形状変更などの小改良が施された[12]。

### リコール
- 米国 - アメリカンホンダモーターカンパニー・インコーポレーテッド（英語版）（英: American Honda Motor Co., Inc. ）[注 3]が、全米幹線道路交通安全局（英語版）（英: National Highway Traffic Safety Administration）[注 4]に届け出たリコールは次のとおり。
  - 1977年9月13日届出[34]。対象となるのは1987年型GL1000で、不具合が発生した装置はホイール[34]。前輪制動装置作動時に、速度と特殊な道路条件の組み合わせによりアルミニウム合金製スポーク・ブレードに亀裂が生じ、ホイールが変形する可能性がある[34]。最悪の場合、事前の警告なしに、車両が操縦不能となる[34]。対策として前輪を対策品と交換する[34]。対象台数は796台[34]。

## 第二世代

### GL1100（SC02）
1980年5月1日から、米国オハイオ州のメアリズビル工場で製造が開始され、1980年型から1983年型までがある。
全面改良されたGL1100 Gold Wingは、モデルを大幅に成長させた。排気量が増えたことに加えて、車軸間距離が長くなり、運転者と同乗者のための空間が増えた。乗員により体重差が少なからず生じることに考慮し、前後の懸架装置を調整が容易なエア圧調整式とした。また、市場の要望を受け、ツーリングに特化したGL1100 Gold Wing Interstateを追加した。GL1100 Gold Wing Interstateは、ラゲッジやフェアリングなど、ツーリングに焦点を当てた機能を予め備えてあり、オプションとして自動選局機能付きラジオ放送受信機や同乗者との会話用の双方向無線機が用意された。
本田技研工業は、米国オハイオ州メアリズビルに自動二輪車工場を建設することとし、最初の製造機種として埼玉製作所狭山工場で製造していたSC02が検討された。しかし、工数の多さなどから見送られ、メアリズビル工場に製造が移管されたのは同工場の稼働から約半年後の1980年5月1日となった。なお、原動機は日本から輸入された。
アルゼンチンのEmilio Scottoは、1980年型のGL1100 Gold Wingを用い、1985年から10年間を要して世界一周を成し遂げた。総走行距離は735,000kmに及び、自動二輪車による旅行での最長記録としてギネス世界記録に認定された。

#### 1980年型
- 米国 - GL1100 Gold WingおよびGL1100 Gold Wing Interstateの2種が発売された[10]。GL1100 Gold Wing Interstateは、クラリオン製の音響機器を追加することができた[5][41]。GL1100 Gold Wing InterstateがCycle World誌のTen Best Bikes of 1980のBest Touring Bikeに選出された[30][42]。
- 欧州 - GL1100 Gold Wing InterstateをGL1100DXの呼称で発売した[41]。

#### 1981年型
- 米国 - 計基盤が再設計され夜間照明が改善された[12]。また、GL1100 Gold Wing Interstateはウインドシェードが改良され、車体塗色も変更した[12][43]。GL1100 Gold Wing InterstateがCycle World誌のTen Best Bikes of 1981のBest Touring Bikeに選出された[30][44]。

#### 1982年型
- 米国 - 前輪制動装置にデュアル・ピストン・キャリパーが採用され、より幅広のタイヤに変更された[5]。GL1100 Gold Wing Interstateには、 IEC Type IIのコンパクト・カセットに対応する音響機器、40チャンネル増波に対応した市民ラジオ（英: Citizens band radio）、自動二輪車として世界初となる乗車したまま操作できるレベリング機構がついた後輪懸架装置などのオプションが用意された[12]。また、GL1100 Gold Wing Interstateの成功を見たホンダは、これらのオプションを標準装備したGL1100 Gold Wing Aspencade[注 8]を追加した[16]。GL1100 Gold Wing Aspencadeは更に、液晶表示装置を用い速度計、走行距離計、回転速度計、燃料計および水温計などを集合表示する計器盤を採用している[9][16]。GL1100 Gold Wing InterstateがCycle World誌のTen Best Bikes of 1982のBest Touring Bikeに選出された[30][48]。

#### 1983年型
- 米国 - 全車にブレーキトルク応答型アンチダイブ機構を搭載、GL1100 Gold Wing Interstateには、より大きなシートに換装、前後輪連動制動装置およびブレーキトルク応答型アンチダイブ機構の搭載、GL1100 Gold Wing Aspencadeはさらに、内部通気型のブレーキ・ローター、11本スポークのキャスト・ホイールを装着した[9][41]。
- 日本 - 本田技研工業は皇宮警察本部に、GL1100を改造した護衛車を納車した[49][50]。また、警視庁はGL1100を改造した儀礼車を導入した。

## 第三世代

### GL1200（SC14）
GL1100 Gold Wing Interstateの成功を受けて、これまでと異なり基本設計を、予めラゲッジやフロント・フェアリングなどを備え付けたモデルに移して開発された。
その排気量は97cc多くなり、より強力な出力とトルクを提供した。車軸間距離も長くなり、より剛性の高い車枠、再配置された原動機、より小さなホイールにより、ハンドリングと快適性が向上した。油圧式バルブクリアランス・オートアジャスター機構が採用され、タペット・クリアランスの保守は不要となった。
米国オハイオ州アンナに新設された原動機製造工場で、GL1200 Gold Wing用原動機の製造が1985年7月22日から始まった。これは、日系企業が米国で原動機の現地生産を行った最初の例となった。

#### 1984年型
- 米国 - GL1200 Gold Wing、GL1200 Gold Wing InterstateおよびGL1200 Gold Wing Aspencadeが発売された[16][12]。GL1200 Gold Wing Aspencadeは、IEC Type IIIのコンパクト・カセットに対応する音響機器、液晶表示装置を用いた計基盤および特別なリア・ライトバーなどを搭載し、GL1200 Gold Wing Interstateと差別化が図られている[12]。GL1200 Gold Wing AspencadeがCycle World誌のTen Best Bikes of 1984のBest Touring Bikeに選出された[30][56]。

#### 1985年型
- 米国 - ラゲッジやフェアリングなどを装備していないGL1200 Gold Wingが廃され、代わるように米国現地法人アメリカンホンダモーターカンパニー・インコーポレーテッドの創業25周年とGold Wing発売10周年を記念したGL1200L Limited Editionを限定発売した[10]。これにより、GL1200 Gold Wing InterstateおよびGL1200 Gold Wing AspencadeにGL1200L Limited Editionを加えた3種となった[12]。GL1200L Limited Editionには、、4つのスピーカーを備えたIEC Type IIIのコンパクト・カセットに対応する音響機器、双方向通信機、電子制御燃料噴射装置などに加え、定速走行装置、電子トラベル・コンピュータおよびセルフレベリング機構付き後輪懸架装置、いずれも自動二輪車では世界初となる先進技術が多用された[10][39]。GL1200 Gold Wing AspencadeがCycle World誌のTen Best Bikes of 1985のBest Touring Bikeに選出された[30][57]。

#### 1986年型
- 米国 - GL1200L Limited Editionの完売を受けて、ほぼ同仕様のGL1200 Aspencade SE-iが商品群に加わった[12][39]。GL1200 Gold Wing AspencadeとGL1200SE-iには、松下通信工業製のドルビー・ノイズリダクション・システムを採用した音響機器が搭載された[6][12]。GL1200 Gold Wing Aspencade SE-iがCycle World誌のTen Best Bikes of 1986のBest Touring Bikeに選出された[30][58]。

#### 1987年型
- 米国 - GL1200 Aspencade SE-iは販売されず、GL1200 Gold Wing InterstateおよびGL1200 Gold Wing Aspencadeの2種となった[12]。2種の違いは、GL1200 Gold Wing Aspencadeの標準装備品の一部が、GL1200 Gold Wing Interstateではオプションとなっている[12]。

### リコール
- 米国 - アメリカンホンダモーターカンパニー・インコーポレーテッドが、全米幹線道路交通安全局に届け出たリコールは次のとおり。
  - 1984年5月29日届出[59]。対象となるのは1984年型GL1200で、不具合が発生した装置は電気装置[59]。スイッチ・カバーが緩み、すべての電気的機能が失われる可能性がある[59]。最悪の場合、走行中に原動機が停止する[59]。対策としてイグニッション・スイッチ配線ハーネスおよびスイッチカバーを対策品と交換する[59]。対象台数は28,750台[59]。

## 第四世代

### GL1500（SC22）
1988年、本田技研工業は歴史上最も包括的な製品開発を行い、その新しい原動機は2気筒増やし6気筒となり、その出力増と滑らかさは評判となった。シャーシも新しくなり、ツーリング・モデルのハンドリングと快適性の限界が再定義された。また、燃料タンク容量の増加、ブレーキの改良、シームレスなフェアリングも注目された。
開発は1984年から始まった。GL1200 Gold Wingの好評を見て、ヤマハ発動機はDOHCのVenture Royaleを、川崎重工業は6気筒のZN1300 Voyagerを、スズキ自動車は排気量1,400ccのGV1400 Cavalcadeを、同じカテゴリに投入してきた。本田技研工業はそれらを、GL1200 Gold Wingの全面改良をもって圧倒することとした。一旦は、現行と同じ水平対向4気筒4ストローク原動機を排気量1,500ccに拡大することで決定されたが、営業部門からの要望で、直ぐに6気筒に変更された。当初、開発責任者は田中脩司だったが、仙崎千吉を経て、6気筒原動機開発のため山中勲が1985年途中から務めることとなった。6気筒原動機の開発は困難を極めたが、それ以上に山中が力を注いだのが後進機能だった。重たいGold Wingを一人では後ろに押すことができず、同乗の女性にも加勢させている様を見て、高級自動二輪車のあるべき姿ではないと感じていたからだ。皇宮警察本部に儀礼車として納めたGL1100には後進機能が追加されており、特に許しを得て試乗してみると、確かに有用であった。しかし、原動機を使った微速後進には課題が多かったが、スターター・モーターを転用することで解決した。量産自動二輪車への後進機能搭載は世界初の例となった。製造は引き続き米国のメアリズビル工場で行った。1996年には、派生車Valkyrie（SC34）を発売した。
1996年から始まった世界初となる自動二輪車用エアバッグ開発の基礎研究は、GL1500 Gold Wingが用いられた。

#### 1988年型
- 米国 - GL1500 Gold Wingが発売された[16]。オプションとして、CB無線機、同色のサドルバッグ、同色のロウア・レッグ・エア・ベント、リア・スピーカー・キット、パッセンジャー・オーディオ・コントロールなどが用意された[12]。
- 日本 - Gold Wingの日本での正規販売が始まった[68]。750ccを超える自動二輪車の正規販売は業界初[68]。1988年（昭和63年）4月9日発売[69]。販売呼称は片仮名で「ゴールドウイング」とし、米国ではオプション設定となっている装備のいくつかが予め装着されている[69]。車体塗色は1種類で、全国標準現金価格は1,750,000JPY[69]。輸入された500台は完売した[70]。また、愛知県警察本部にGL1500Pが納車された[71]。

#### 1989年型
- 米国 - GL1500 Gold WingがCycle World誌のTen Best Bikes of 1989のBest Touring Bikeに選出された[30][72]。
- 日本 - 1989年（平成元年）2月1日発売[70]。販売呼称はゴールドとウイングの間が二分アキの「ゴールド ウイング」とされ、車体塗色がダークブルーメタリックカラーに変更された[70]。メーカー希望小売価格は1,750,000JPY[70]。

#### 1990年型
- 米国 - 乗り心地の向上、騒音の低減などの一部改良が施された[12]。また、GL1500 Gold Wingに加え、GL1500 Gold Wing SEが発売され2種となった[12]。また、Gold Wing発売15周年を記念した特別仕様車が発売された[73]。
- 日本 - 1990年（平成2年）2月10日発売[74]。GL1500 Gold Wing SEに置き換えられ、販売呼称は「ゴールドウイング SE」となった[74]。日本独自の仕様として、足着き性を向上させるためシート高を15mm下げるとともに、発光ダイオード採用のハイマウント・ストップ・ランプなどを標準装備とした[5]。車体塗色は1種類で、販売台数目標は700台、メーカー希望小売価格は税込2,039,400JPY[74]。

#### 1991年型
- 米国 - GL1500 Gold WingがGL1500 Gold Wing Aspencadeに置き換えられ、さらにGL1500 Gold Wing Interstateが発売され、最上位のGL1500 Gold Wing SEを加え3種となった。GL1500 Gold Wing Interstateは、運転席を若干低くし、総重量を軽量化するなど、操縦性を重視した設定となった。
- 日本 - 1991年（平成2年）3月1日発売[75]。1991年型は、「ゴールドウィングSE」米国生産10周年記念車（アニバーサリー・エディション）のみの販売となった[75]。販売呼称はゴールドウイングとSEの間に二分アキがない「ゴールドウィングSE」となった[75]。車体塗色は1種類で、販売台数目標は480台、メーカー希望小売価格は税込2,111,500JPY[75]。

#### 1992年型
- 米国 - 音響機器が改良され、音質および操作性の向上ならびに外付けのCB無線機およびコンパクト・カセットやコンパクト・ディスクを用いた小型再生機器と接続できる入力装置が装備された[12]。
- 日本 - 1992年（平成4年）2月25日発売[76]。販売呼称はゴールドウイングとSEの間に二分アキがある「ゴールドウィング SE」となった[76]。車体塗色がブラック&シルバーのツートーンに変更され、販売台数目標は420台、メーカー希望小売価格は税込2,215,500JPY[76]。

#### 1993年型
- 米国 - GL1500 Gold Wing AspencadeおよびGL1500 Gold Wing SEの定速走行装置が改良された[12]。また、GL1500 Gold Wing SEは、音響機器の充実が図られた[12]。
- 日本 - 1993年（平成5年）2月14日発売[77]。車体塗色がブラック&ブラウン・メタリックのツートーンに変更され、販売台数目標は300台、メーカー希望小売価格は税込2,296,900JPY[77]。また、愛知県警察本部にGL1500改が納車された[78]。車台番号はSC22-1000554である[78]。千葉県警察本部にも、GL1500が納車された[79]。車台番号はSC22-1030022である[79]。

#### 1994年型
- 日本 - 1994年（平成6年）2月26日発売[80]。車体塗色がパールグレイシャーホワイトに変更され、販売台数は限定60台、メーカー希望小売価格は税込2,193,900JPY[80]。

#### 1995年型
- 米国 - GL1500 Gold Wing Aspencade、GL1500 Gold Wing InterstateおよびGL1500 Gold Wing SEの3種共に、発売20周年記念仕様で販売された[12][81]。
- 日本 - 1995年（平成7年）3月15日発売[82]。1995年型は、「ゴールドウィング SE」20周年記念車のみの販売となった[82]。量産大型自動二輪車としては世界で初めてウインドスクリーンに電動ワイパーを装備した[82]。販売台数目標は120台、メーカー希望小売価格は税別2,296,900JPY[82]。

#### 1996年型
- 米国 - GL1500 Gold Wing Aspencadeの車体塗色に追加があった[43]。
- 日本 - 1995年（平成7年）3月15日発売[83]。ウインドスクリーンの電動ワイパーは引き続き装備されている[83]。車体塗色がパール・グレイシャー・ホワイトとメタリック・グレーのツートーンに変更され、販売台数目標は120台、メーカー希望小売価格は税込2,193,900JPY[83]。

#### 1997年型
- 欧州 - フランスでは1997年の販売台数が1,000台を越えた[84]。
- 日本 - 1996年（平成8年）12月25日発売[85]。メーター部の各種インジケーターやスイッチ部にISO規格の絵表示を採用した[85]。車体塗色に変更はなく、販売台数目標は120台、メーカー希望小売価格は税込2,193,900JPY[85]。

#### 1998年型
- 米国 - シリンダー・ヘッドの意匠が変更された[43]。
- 日本 - 1997年（平成9年）11月25日発売[86]。新たにマルチ・リフレクター・ヘッド・ランプや新デザインのフロント・ディスク・カバー、騒音防止装置を採用するとともに、前後の座席は新形状とするなどの一部改良が施された[86]。車体塗色はパールシャパラルベージュ一色、販売台数目標は240台、メーカー希望小売価格は税込2,235,500JPY[86]。

#### 1999年型
- 日本 - 1998年（平成10年）10月30日発売[87]。気化器に改良を施すとともに、二次空気導入装置を採用するなどし、平成11年度二輪車排出ガス規制に適合させた[87]。車体塗色は日本向け専用色となるパールフェイドレスホワイトに大理石風模様をあしらったツートーンに変更され、販売台数目標は240台、メーカー希望小売価格は税込2,257,500JPY[87]。

#### 2000年型
- 米国 - Gold Wing発売25周年を記念した特別仕様車が発売された[43][73]。
- 日本 - 1999年（平成11年）10月20日発売[88]。車体塗色はパールグレイシャーホワイトを主体色にグレイ系ストライプのツートーンに変更され、販売台数目標は180台、メーカー希望小売価格は税込2,257,500JPY[88]。

### リコール
- 米国 - アメリカンホンダモーターカンパニー・インコーポレーテッドが、全米幹線道路交通安全局に届け出たリコールは次のとおり。
  - 1995年6月27日届出[89]。対象となるのは1988年型から1990年型のGL1500、1990年型から1993年型のGL1500SEおよび1991年型から1993年型のINTERSTATEおよびASPENCADEで、不具合が発生した装置は点火装置[89]。転倒時に原動機を停止させる装置（バンク・アングル・センサー）のボデー・ケースの材質が不適切なため、長期間経過した場合、ケース内に封入しているダンパー・オイルが減少して当該装置が正常に作動しなくなる[89]。最悪の場合、路面からの過度の衝撃等を受けた際に原動機が停止し、走行不能に至るおそれがある[89]。対策としてバンク・アングル・センサーを対策品と交換する[89]。対象台数は54,388台[89]。
  - 1995年6月27日届出[90]。対象となるのは1988年型から1990年型のGL1500、1997年型のGL1500で、不具合が発生した装置は外部照明[90]。後部方向指示器用の金属ステーまたはラバー・サポートが落下して、後部方向指示器の灯りの位置がずれる可能性がある[90]。最悪の場合、後続車輌等が方向指示器に気が付けず事故となる場合がある[90]。対策として後部方向指示器のメタル・ステーおよびラバー・サポートを対策品と交換する[90]。対象台数は3,540台[90]。
- 日本 - ホンダオブアメリカマニュファクチュアリング・インコーポレーテッドが、国土交通大臣に届け出た自動車リコールは次のとおり。
  - 1995年（平成7年）6月27日届出[91]。対象となるのは1988年型から1993年型のゴールドウイングで、不具合が発生した装置は点火装置[91]。転倒時に原動機を停止させる装置（バンク・アングル・センサー）のボデー・ケースの材質が不適切なため、長期間経過した場合、ケース内に封入しているダンパー・オイルが減少して当該装置が正常に作動しなくなる[91]。最悪の場合、路面からの過度の衝撃等を受けた際に原動機が停止し、走行不能に至るおそれがある[91]。対策としてバンク・アングル・センサーを対策品と交換する[91]。対象台数は2,982台[91]。

## 第五世代
第五世代は、2012年型から、製造を米国オハイオ州のメアリズビル工場から日本国熊本県の熊本製作所に移したのを機に大幅改良が行われたことから、その前後で区別される。なお、2011年型は製造されなかった。

### GL1800（SC47）
米国オハイオ州メアリズビル工場で製造され、2001年型から2010年型までがある。
水平対向6気筒の原動機を踏襲しながら排気量を1,800ccに拡大した。前後輪連動制動機能付きアンチロック・ブレーキキング・システムの装備や世界初となる自動二輪車用エアバッグの搭載、外観の刷新など一部変更を加えながら17年間にわたり製造された。
運転者と同乗者の双方が求める要求を、高次元で融合させることを目標に開発された。その結果、ロングツアラーとスポーティーさを一つのパッケージにし、ラグジュアリーツーリングカテゴリの水準を一新できたとしている。これは、原動機の小型化と車両前方搭載による効果が大きく寄与している。原動機は、GL1500に対して312ccの排気量増により原動機性能を高めたにもかかわらず、軽量化と小燃費化を達成した。原動機重量で約1.1kg、完成車乾燥重量で11kgの軽量化を図っている。バルブ機構を見直すことで、部品点数の削減と、シリンダーヘッド周りの小型化および軽量化で達成した。サイレントカムチェーン駆動方式に変更し、原動機の小型化に寄与するとともに、メンテナンスフリーも実現した。冷却システムは原動機の前方搭載を可能にさせるために、ラジエターを側面に配置した。これらの手段により、原動機搭載位置をGL1500に対して25mm前方に移動させ、シリンダヘッド周りの小型化でさらに運転者の足元スペースの確保が可能となった。また、前面投影面積が減ったことで空気抵抗係数が約10%低減されることなどの効果から、GL1500に比べ75mphの低値走行で27％の燃費向上を達成した。燃料タンクが、鋼製から樹脂製に改めたことで形状自由度が増し、容量を1.2L増の25Lとなったことと併せ、航続距離はGL1500から3割増の400kmとなった。車枠は、GL1500のスチール製ダブルクレードルフレームから、米国製造車としては初めてとなるアルミニウム合金を採用したツインチューブダイアモンドフレームに変更され、35%の軽量化を実現した。一方で、クランクケースおよびリヤケースを車枠の剛性メンバとし、ねじれ剛性は1.75倍、横剛性は2.1倍と剛性が強化された。また、環境保全にも配慮されており、排出ガスへの対応は、電子式燃料噴射装置、二次空気供給装置、三元触媒、空燃比フィードバック制御機構およびシールド方式のブローバイ還元装置などの排出ガス低減技術の採用により、米国カリフォルニア州の低排出ガス車規制（英: California's Low-Emission Vehicle regulations）のLEV IIに対しても半分以下インセンティブレベルを達成している。
開発責任者には、本田技術研究所の青木柾憲が任命された。1993年に、青木を渡米させ、米国における自動二輪車文化並びにGold Wingの使われ方などを調査が行われた。青木が帰国した1996年2月から本格的な開発が始まった。1997年にはGL1500に排気量を1,657ccに拡大した原動機を載せた実験機が、1999年には原動機の排気量を1,832ccに拡大した実験機が作られ、各種試験が行われた。車枠の基本構成は1998年1月に、外装の意匠は同年2月に決定された。製造を担うメアリズビル工場では、アルミニウム合金製の射枠製造技術習得のため、溶接工を浜松製作所に派遣し訓練させた。また、効率上の理由から、原動機の製造をアンナ工場からメアリズビル工場に移管された。ラインオフは2000年10月10日だった。
2005年9月に発売した2006年型Gold Wingには、世界で初めて自動二輪車用標準装備としてオートモーティブ・ナビゲーション・システムが搭載された。ガーミンおよび松下電器産業の社内分社であるパナソニック オートモーティブシステムズ社が共同で開発した。オートモーティブ・ナビゲーション・システムの更新情報は、2008年型までがコンパクトフラッシュで、音響機器が更新された2009年型以降はSDカードで、販売区域ごとに提供され、更新情報も度々提供された。
2006年8月に、世界初となる自動二輪車用エアバッグ搭載車を2006年型GL1800 Gold Wingに設定し発売した。この自動二輪車用エアバッグの開発については、第20回自動車安全技術国際会議（英: International Technical Conference on the Enhanced Safety of Vehicles・ESV国際会議）において、開発者の飯島聡がNHTSA賞（英: United States Government Award for Safety Engineering Excellence）を受賞した。
2008年10月に、自動二輪車では欧州で初めてとなる高度道路交通システム（ITS）の実演が、 ドゥーデンホーフェンで開かれた車両間コミュニケーション・コンソーシアム（英: Car2Car Communication Consortium）でGL1800 Gold Wingを用いて行われた。
米国の自動二輪車専門誌Motorcyclistは、2001年9月にGL1800をMotorcycle of the Yearに選出した。日本の公益法人である自動車技術会は、2017年（平成29年）にGL1800 Gold Wing Airbagを、日本の自動車技術330選の一つに選定した。

#### 2001年型
- 米国 - GL1800 Gold Wingが発売された[16]。米国仕様車には、荷室の施錠解錠用遠隔送信機の操作で警音器吹鳴による車輌の位置が確認できる機能の付加や、音響機器へのウエザバンド選局スイッチが追加などがなされている[96]。GL1800 Gold WingがCycle World誌のTen Best Bikes of 2001のBest Touring Bikeに選出された[30][116]。
- 日本 - 2001年（平成13年）8月22日に、翌23日から発売すると発表した[117]。GL1800 Gold Wing ABSをベースに日本向けの独自仕様として、量産自動二輪車として世界初の電動式光軸調整機能付きディスチャージ式前照灯、間欠機能付き電動ワイパー、交通情報局選局スイッチおよび独自に開発した盗難抑止システムを採用している[96][117]。また、位置情報取得端末gpsOneにも対応している[117]。当地における販売呼称は「ゴールドウイング」[117]。平成11年排出ガス規制に適合している[117]。販売計画台数は700台で、メーカー希望小売価格は税込3,150,000JPY[117]。車体塗色は、パールキャニオンレッドおよび国内専用色のパールグレイシャーホワイト[117]。

#### 2002年型
- 米国 - GL1800 Gold WingがCycle World誌のTen Best Bikes of 2002のBest Touring Bikeに選出された[30][118]。
- 日本 - 2002年（平成14年）8月30日に、翌31日から発売すると発表した[119]。販売計画台数は400台で、メーカー希望小売価格は税込3,150,000JPY[119]。車体塗色は、国内専用色のパールグレイシャーホワイトおよび米国仕様と同じブラック[119]。

#### 2003年型
- 米国 - GL1800 Gold WingがCycle World誌のTen Best Bikes of 2003のBest Touring Bikeに選出された[30]。
- 日本 - 2003年（平成15年）4月25日に、5月26日から発売すると発表した[120]。販売計画台数は450台で、メーカー希望小売価格は税込3,150,000JPY[120]。車体塗色は、国内専用色のパールグレイシャーホワイトおよび米国仕様と同じブラック-Zに加え、北米仕様と同じストリームシルバーメタリック、パールクロミアムパープルおよびデュランゴレッドメタリック[120]。

#### 2004年型
- 米国 - ウインドシェードに角度調整および開閉が可能な通気孔を設け、ハンドルバーおよびラジオ放送受信機のスイッチを発光型に換装した[121]。車体塗色は、BlackおよびCandy Redに、新色のWhite、Red、Candy Black Cherry、TitaniumおよびMagenta Metallicの7色[121]。 メーカー希望小売価格は車体塗色により異なり、Gold WingのBlackおよびRedが17,999.00USD、Gold WingのCandy Red、Magenta Metallic、Titanium、Candy Black CherryおよびWhiteが18,299.00 USD、Gold Wing ABSのBlackおよびRedが18,999.00USD、Gold Wing ABSのCandy Red、Magenta Metallic、Titanium、Candy Black CherryおよびWhiteが19,299.00USD[122]。
- 日本 - 2004年（平成16年）4月20日に、「ゴールドウイング」加え廉価な限定車「ゴールドウイングUSパッケージ」を5月25日から発売すると発表した[123]。「ゴールドウイング」のメーカー希望小売価格は税込3,150,000JPY、販売計画台数は300台[123]。車体塗色は2004年型から変更はなかった[123]。「ゴールドウイングUSパッケージ」は、上下機構付きのウインドシェードを採用する北米仕様車に、日本仕様専用のカーボン調座席の採用と盗難抑止システムの搭載などを充実させながらも、他の装備を必要最小限とし低価格に設定した[123]。車体塗色は「ゴールドウイングUSパッケージ」専用のアークティックホワイトおよびフレアレッドの2色と、Gold Wing ABSに採用しているブラック-Zの計3色[123]。限定50台で、メーカー希望小売価格は税込2,614,500JPY[123]。

#### 2005年型
- 米国 - 全車が発売30周年記念仕様となり、発売30周年記念の標章が、フロント・フェアリング、リア・トランク、鍵、ダッシュ・カバーおよび液晶表示装置の画面に貼られた[124][125]。車体塗色も発売30周年記念色と称するPearl Yellow、White、Metallic Silver、Dark Gray Metallic、Bright Blue MetallicおよびCandy Black Cherryの6色となった[124]。メーカー希望小売価格は車体塗色により異なり、Gold WingのMetallic SilverおよびPearl Yellowが18,599.00USD、Gold WingのWhite、Dark Gray Metallic、Bright Blue MetallicおよびCandy Black Cherryが18,899.00 USD、Gold Wing ABSのMetallic SilverおよびPearl Yellowが19,699.00 USD、Gold Wing ABSのWhite、Dark Gray Metallic、Bright Blue Metallic、Candy Black Cherryが19,999.00USD[126]。
- 欧州 - 2005年9月15日からミュンヘンで開催されたインターモト - 国際オートバイ・スクーター専門見本市（独: Internationale Motorrad- und Roller Messe・INTERMOT）[注 14]に、発売30周年記念仕様車を展示した[128]。
- 日本 - 2005年（平成17年）03月30日に、限定車「ゴールドウイング＜30周年記念モデル＞」を4月20日から発売すると発表した[129]。80台限定で、メーカー希望小売価格は税込3,150,000JPY[129]。外装から鍵、液晶表示装置の画面まで、少なからざる箇所に発売30周年記念の標章が貼付された[129]。ハンドルまわりに発光スイッチを採用、ウインドシールドは上端を30mm延長するとともに、適度な風量を取り込むようにし、走行時の快適性を向上させている[129]。車体色は、Gold Wing ABSと同色のパールグレイシャーホワイトと、新色のビレッドシルバーメタリックの2色を設定した[129]。

#### 2006年型
交流発電機の強化、音響装置の性能向上が図られたほか、ヒーテッド・グリップ、ヒーテッド・シートおよびフットウォーミング・システムなど防寒装置を追加したComfort Packageをラインナップに加えた。
- 米国 - Gold Wingは、Premium Audio、Premium Audio & Comfort PackageおよびPremium Audio, Comfort Package & Navigation Systemの3種と、Gold WingのPremium Audio, Comfort Package & Navigation Systemに、アンチロック・ブレーキキング・システムを追加したGold Wing ABSの計4種となった[130][132]。メーカー希望小売価格は車体塗色により異なり、Gold Wingは、Premium AudioのBlackおよびWhiteが18,999.00USD、Premium AudioのDark Red、19,299.00 USD、GoldおよびTitaniumが19,299.00 USD、Premium Audio & Comfort PackageのBlackおよびWhiteが19,499.00 USD、Premium Audio & Comfort PackageのDark Red、GoldおよびTitaniumが19,799.00 USD、Premium Audio, Comfort Package & Navigation SystemのBlackおよびWhiteが21,499.00 USD、Gold Wing Premium Audio, Comfort Package & Navigation SystemのDark Red、GoldおよびTitaniumが21,799.00 USD。Gold Wing ABSは、ABS, Premium Audio, Comfort Package & Navigation SystemのBlackおよびWhiteが22,499.00 USD、Comfort Package & Navigation SystemのDark Red、GoldおよびTitaniumが22,799.00 USD[133]。また、2006年8月に世界初となる自動二輪車用エアバッグ搭載車を、米国で発売した[106][107]。GL1800 Gold WingがCycle World誌のTen Best Bikes of 2006のBest Touring Bikeに選出された[30][134]。
- 欧州 - Gold Wing ABS, Premium Audio, Comfort Package & Navigation Systemを2005年12月に発売した[135][136]。当地での呼称は「Gold Wing」[137]。米国仕様と異なり、オートモーティブ・ナビゲーション・システムは搭載されていない[137]。EU圏内統一排出ガス規制（英語版）のEURO3に対応している[135][136]。車体塗色は、Black-Z、Billet Silver MetallicおよびCabernet Red Metallic[137]。価格は26,500EUR[135]。
- 日本 - 2006年（平成18年）2月13日に、「ゴールドウイング」を同年5月25日から発売すると発表した[138]。米国仕様と異なり、オートモーティブ・ナビゲーション・システムは搭載されていない[138]。販売計画台数は450台で、メーカー希望小売価格は税込3,255,000JPY[138]。平成19年排出ガス規制に適合させた[138]。車体塗色は、パールグレイシャーホワイト、ビレットシルバーメタリックおよびブラック-Z[138]。

#### 2007年型
- 米国 - 車体塗色はDark Red Metallicに加え、Metallic Black、Dark Blue Metallic、Metallic SilverおよびDark Orange Metallicの新色を設定した[139]。メーカー希望小売価格は車体塗色により異なり、Premium AudioはMetallic Blackが19,299.00USD、その他の塗色が19,599.00USD[140]。Premium Audio, Comfort Package & Navigation SystemはMetallic Blackが21,799.00USD、その他の塗色が22,099.00USD[140]。ABS, Premium Audio, Comfort Package & Navigation SystemはMetallic Blackが22,799.00USD、その他の塗色が23,099.00USD[140]。ABS, AIRBAG, Premium Audio, Comfort Package & Navigation SystemはMetallic Blackが24,049.00USD、その他の塗色が24,349.00USD[140]。GL1800 Gold WingがCycle World誌のTen Best Bikes of 2007のBest Touring Bikeに選出された[30][141]。
- 欧州 - Gold Wing ABS, AIRBAG, Premium Audio, Comfort Package & Navigation Systemを、欧州で2006年11月に発売した[142]。
- 日本 - 2007年（平成19年）3月28日に、Gold Wing ABS, Premium Audio, Comfort Package & Navigation Systemを同年5月31日から、Gold Wing ABS, AIRBAG, Premium Audio, Comfort Package & Navigation Systemを同年6月29日から発売すると発表した[143]。当地での販売呼称はそれぞれ「ゴールドウイング」および「ゴールドウイング＜エアバッグ＞」[143]。いずれもオートモーティブ・ナビゲーション・システムは搭載されていない[143]。販売計画台数は290台で、メーカー希望小売価格は「ゴールドウイング」が税込3,255,000JPY、「ゴールドウイング＜エアバッグ＞」が税込3,465,000JPY[143]。車体塗色は、「ゴールドウイング」がパールグレイシャーホワイトに加えネビュラスブラックメタリックの2種、「ゴールドウイング＜エアバッグ＞」がパールグレイシャーホワイト[143]。

#### 2008年型
- 米国 - 車体塗色はDark Red Metallicに加え、Metallic Red、Pearl White、TitaniumおよびBlackの新色を設定した[144]。メーカー希望小売価格は車体塗色により異なり、Gold Wingの、Premium AudioはBlackが19,599.00USD、その他の塗色が19,899.00USD[145]。Premium Audio, Comfort Package & Navigation SystemはBlackが22,099.00USD、その他の塗色が22,399.00USD[145]。ABS, Premium Audio, Comfort Package & Navigation SystemはBlackが23,099.00USD、その他の塗色が23,399.00USD[145]。ABS, AIRBAG, Premium Audio, Comfort Package & Navigation SystemはBlackが24,349.00USD、その他の塗色が24,649.00USD[145]。GL1800 Gold WingがCycle World誌のTen Best Bikes of 2008のBest Touring Bikeに選出された[30][146]。
- 欧州 - 2007年9月に発売された[147]。
- 日本 - 2008年（平成20年）04月10日に、2008年型Gold Wingとして、ABS, Premium Audio, Comfort Package & Navigation System相当の「ゴールドウイング」およびABS, AIRBAG, Premium Audio, Comfort Package & Navigation System相当の「ゴールドウイング＜エアバッグ・ナビ＞」を5月12日から限定販売すると発表した[148]。「ゴールドウイング」にオートモーティブ・ナビゲーション・システムは搭載されない[148]。車体塗色は、「ゴールドウイング」がキャバネットレッドメタリックおよびビレットシルバーメタリックおよびパールアルパインホワイト、「ゴールドウイング＜エアバッグ・ナビ＞」がパールアルパインホワイト[148]。販売計画台数とメーカー希望小売価格は、「ゴールドウイング」が限定100台で税込3,150,000JPY、「ゴールドウイング＜エアバッグ・ナビ＞」が限定120台で税込3,675,000JPY[148]。

#### 2009年型
- 米国 - オートモーティブ・ナビゲーション・システム搭載車には、タイヤ空気圧監視システム（TPMS）および衛星ラジオ放送受信機が装備された[17][149]。また、オートモーティブ・ナビゲーション・システムの仕様が変更された[105]。車体塗色はCandy Black Cherry、Pearl Yellow、Metallic Silver、Deep Blue Metallic、Metallic Titaniumおよび2009年型限定色のMetallic Blueの6色[150]。Metallic Blueは限定500台未満とされた[150]。メーカー希望小売価格は、Premium Audio & Comfort Packageが20,999.00USD、TPMS, Premium Audio, Comfort Package, XM Radio & Navigation Systemが23,299.00USD、ABS, TPMS, Premium Audio, Comfort Package, XM Radio & Navigation Systemが24,399.00USD[149]。GL1800 Gold WingがCycle World誌のTen Best Bikes of 2009のBest Touring Bikeに選出された[30][151]。
- 日本 - 2009年（平成21年）6月10日に、2009年型Gold Wingとして、ABS, TPMS, Premium Audio, Comfort Package, XM Radio & Navigation Systemをベースに、タイヤ空気圧監視システム、オートモーティブ・ナビゲーション・システムおよびエアバッグ非搭載の「ゴールドウイング」およびタイヤ空気圧監視システム非搭載の「ゴールドウイング＜エアバッグ・ナビ＞」を6月12日から限定販売すると発表した[152]。車体塗色は、両車ともパールアルパインホワイトのみ[152]。販売計画台数とメーカー希望小売価格は、「ゴールドウイング」が限定40台で税込3,150,000JPY、「ゴールドウイング＜エアバッグ・ナビ＞」が限定110台で税込3,675,000JPY[152]。

#### 2010年型
- 米国 - 2009年7月11日に、2010年型を2009年9月に発売すると発表した[153]。全車、タイヤ空気圧監視システム（TPMS）が標準装備となった[154]。車体塗色は、Metallic TitaniumおよびPearl Yellowに加えMetallic RedおよびMetallic Blackが追加された[153]。メーカー希望小売価格は、Gold Wing Audio Comfortが22,899USD、Gold Wing Audio Comfort Navi XMが25,399USD、Gold Wing Audio Comfort Navi XM ABSが26,599USD、Gold Wing Airbagが27,999USD[154][155]。GL1800 Gold WingがCycle World誌のTen Best Bikes of 2010のBest Touring Bikeに選出された[30][156]。

### GL1800（SC68）
製造を米国のメアリズビル工場から日本の熊本製作所に移したのを機に、大幅な改良が施され型式もSC68となった。外観の一新、ラゲッジ容量の増加、風や天候からの保護強化、懸架装置の設定見直しなどの改良が施された。加えて、SDメモリーカードを媒体としたユーザー間でのルートシェアを可能とする機能を備えたオートモーティブ・ナビゲーション・システムや、iPodとの接続端子およびSRS CS Auto技術を用いたサラウンド・サウンド・システムを採用した音響機器に換装した。
2013年型からトップ・ケースを持たずパニアだけのGold Wing F6Bが、2014年型からフェアリングやパニアも持たないGOLD WING Valkyrieが追加された。

#### 2012年型
- 米国 - 2011年2月21日に、大幅改良された2012年型を、同月25日からサウスカロライナ州グリーンビルで開催されるインターナショナル・モーターサイクル・ショーで初公開し、同年5月に発売すると発表した[165]。車体塗色は、Black、Pearl White、Ultra Blue MetallicおよびCandy Red[166]。メーカー希望小売価格は、Gold Wing Audio Comfortが23,199USD、Gold Wing Audio Comfort Navi XMが25,899USD、Gold Wing Audio Comfort Navi XM ABSが27,099USD、Gold Wing Airbagが28,499USD[167]。
- 欧州 - 2011年7月8日にGold Wing Audio Comfort Navi XM ABSおよびGold Wing Airbagを発売すると発表された[168]。衛星ラジオ放送受信機に代わりRDSラジオ受信機が搭載されている[168]。また、エアバッグ搭載車のみにオートモーティブ・ナビゲーション・システムも搭載された[168]。当地での呼称は「GL1800 Gold Wing」[168]。Gold Wingの車体塗色は、Glint Wave Blue Metallic、Pearl Fadeless WhiteおよびGraphite Black[168]。発売は、2011年12月[169]。フランスでは2012年の年間販売台数が916台だった[170]。
- 日本 - 2011年（平成23年）10月6日に、Gold Wing Audio ComfortおよびGold Wing Airbagを同月21日から受注を開始すると発表した[171]。当地での販売呼称は「ゴールドウイング」および「ゴールドウイング＜エアバッグ・ナビ＞」[171]。「ゴールドウイング」にも前後輪連動制動機能付きアンチロック・ブレーキキング・システムが搭載されている[171]。車体塗色はパールフェイドレスホワイトで、販売計画台数は400台[171]。メーカー希望小売価格は、「ゴールドウイング」が税込2,289,000JPY、「ゴールドウイング＜エアバッグ・ナビ＞」が税込2,782,500JPY[171]。
- マレーシア - 2012年5月31日にGold Wing Audio Comfortを「Gold Wing」として発売した[172][173]。前後輪連動制動機能が付いたアンチロック・ブレーキキング・システムを搭載している。車体塗色はPearl Fadeless WhiteおよびGraphite Black[173]。乗り出し価格は174,900MYR[173]。

#### 2013年型
トップ・ケースを持たずパニアだけのGold Wing F6Bが追加された。
- 米国 - 車体塗色は、Ultra Blue MetallicおよびCandy RedにLight Silver MetallicおよびGray Metallicが加わった[175]。メーカー希望小売価格は、Gold Wing Audio Comfortが23,990USD、Gold Wing Audio Comfort Navi XMが26,880USD、Gold Wing Audio Comfort Navi XM ABSが28,100USD、Gold Wing Airbagが29,550USD[176]。2012年11月12日には、2013年2月にGold Wing F6Bを新発売すると発表した[174]。車体塗色は、BlackおよびRedで、メーカー希望小売価格は、Gold Wing F6Bが19,999USD、Gold Wing F6B Deluxeが20,999USD[174][177]。
- 欧州 - 2012年11月12日にGold Wing Audio Comfort Navi XM ABSおよびGold Wing Airbagを発売すると発表された[178]。衛星ラジオ放送受信機に代わりRDSラジオ受信機が搭載されている[178]。また、エアバッグ搭載車のみにオートモーティブ・ナビゲーション・システムも搭載された[178]。当地での呼称は「GL1800 Gold Wing」[178]。Gold Wingの車体塗色は、Glint Wave Blue Metallic、Pearl Fadeless WhiteおよびGraphite Blackに、Titanium Blade Metallicが加わった[178]。2012年11月開催のミラノショー（伊: Esposizione Internazionale Ciclo Motociclo e Accessori・EICMA）[注 15]で、Gold Wing F6Bを世界初公開した[180][181]。英国では、当初は予定していなかったGold Wing F6Bの販売を、2013年7月から台数限定で開始した[182]。
- 日本 - 2012年（平成24年）11月29日に、同年12月18日から販売すると発表した[183]。車体塗色はパールフェイドレスホワイトにデジタルシルバーメタリックが加わり2色となった[183]。メーカー希望小売価格は2012年型と同額の、「ゴールドウイング」が税込2,289,000JPY、「ゴールドウイング＜エアバッグ・ナビ＞」が税込2,782,500JPYで、販売計画台数は400台とされた[183]。2013年（平成25年）2月26日には、Gold Wing F6Bを「ゴールドウイング F6B」の呼称とし、その受注を同月28日から開始すると発表した。車体塗色はグラファイトブラックおよびマグナレッドの2色。メーカー希望小売価格は税込1,995,000JPYで、販売計画台数は300台とされた。

#### 2014年型
- 米国 - 2013年11月5日に、Gold WingおよびGold Wing F6Bを2014年1月に発売すると発表した[184]。車体塗色は、Gold Wingがいずれも新色のCandy Red、Pearl BlueおよびBlack with bold blacked-out treatment、Gold Wing F6BがBlackおよび新色のPearl Yellow[184]。メーカー希望小売価格は、Gold Wing Audio Comfortが23,990USD、Gold Wing Audio Comfort Navi XMが26,880USD、Gold Wing Audio Comfort Navi XM ABSが28,100USD、Gold Wing Airbagが29,550USD、Gold Wing F6Bが19,999USD、Gold Wing F6B Deluxeが20,999USD[185][186]。また、2013年11月20日には、東京モーターショー2013で「市販予定モデル」として世界初公開したGold Wing F6Cを、GOLD WING Valkyrieの呼称で2014年1月に新発売すると発表した[164][187][188]。車体塗色は、Black、Dark Red MetallicおよびBlue Metallic[164]。メーカー希望小売価格は、Gold Wing Valkyrieが17,999USD、Gold Wing Valkyrie ABSが18,999USD[189]。
- 欧州 - 2013年11月20日に、GOLD WING Valkyrieを、Gold Wing F6Cの呼称で欧州市場でも販売すると発表した[190]。発売は2014年6月から[191][192]。車体塗色は、Bordeaux Red MetallicおよびGraphite Blackの2色[193]。
- 日本 - 2013年（平成25年）11月12日に、同年12月13日から受注を開始すると発表した[194]。車体塗色は「ゴールドウイング」および「ゴールドウイング＜エアバッグ・ナビ＞」がパールフェイドレスホワイトにグラファイトブラック、パールスペンサーブルーおよびキャンディープロミネンスレッドを加えた4色、「ゴールドウイング F6B」がグラファイトブラックにパールシャイニングイエローを加えた2色となった[194]。メーカー希望小売価格は2013年型と同額の、「ゴールドウイング」が税込2,289,000JPY、「ゴールドウイング＜エアバッグ・ナビ＞」が税込2,782,500JPY、「ゴールドウイング F6B」が税込2,047,500JPYとされた[194]。2014年（平成26年）4月14日に、GOLD WING Valkyrieを「ゴールドウイング F6C」の呼称で同月22日から受注を開始すると発表した[195]。車体塗色はアトモスフィアブルーメタリックとグラファイトブラックの2色、販売計画台数は200台で、メーカー希望小売価格は税込1,998,000JPYとされた[195]。

#### 2015年型
2015年型は全車に発売40周年記念の標章は取り付けられた。Gold Wing F6BおよびGold Wing F6B Deluxeは排気装置が改良され、Gold Wing F6B Deluxeは定速走行装置が標準搭載となった。
- 米国 - 2014年9月4日に、Gold Wingを同年10月から、Gold Wing F6Bを同年11月から発売すると発表した[196]。車体塗色はBlackおよび新色のLight Silver Metallic並びにSpecial 40th Anniversary EditionがCandy RedとBlackのツートーン[196]。GOLD WING F6Bの車体塗色は、いずれも新色のMatte SilverおよびBlue Metallic[196]。また、同年11月4日には、GOLD WING Valkyrieを2015年1月から発売すると発表した[200]。車体塗色は新色のCandy Red[200]。メーカー希望小売価格は、Gold Wing Audio Comfortが23,990USD、Gold Wing Audio Comfort Navi XMが26,899USD、Gold Wing Audio Comfort Navi XM ABSが28,129USD、Gold Wing Airbagが30,599USD、Gold Wing F6Bが20,499USD、Gold Wing F6B Deluxeが21,499USD、Gold Wing Valkyrieが17,999USD[201][202][203]。
- 欧州 - 2014年9月4日に、2015年型のGold Wing Audio Comfort Navi XM ABS、Gold Wing Airbag、Gold Wing Special 40th Anniversary EditionおよびGold Wing F6B Deluxeを発売すると発表された[197][198]。衛星ラジオ放送受信機に代わりRDSラジオ受信機が搭載されている[197][198]。また、エアバッグ搭載車のみにオートモーティブ・ナビゲーション・システムも搭載された[197]。Gold Wing F6B Deluxeには後退機能が追加された[198][204]。当地での呼称は、それぞれ「GL1800 Gold Wing」、「Gold Wing 40TH Anniversary Model」および「Gold Wing F6B」[197][198]。Gold Wingの車体塗色は、Graphite Black、Pearl Glare Whiteおよび新色のDigital Silver Metallicで、Special 40th Anniversary EditionがCandy Prominence RedとGraphite Blackのツートーン[197]。Gold Wing F6B Deluxeの車体塗色はMatt Bullet Silver Metallic[198]。発売は、Gold Wingが2014年12月、Gold Wing F6B Deluxeは2015年1月[204][205]。追って、Gold Wing Valkyrieも「Gold Wing F6C」の呼称で発表された[206]。車体塗色はCandy Prominence RedおよびGraphite Black[206]。
- 日本 - 2014年（平成26年）11月13日に、Gold Wing Audio ComfortおよびGold Wing Airbag並びにGold Wing Audio ComfortおよびGold Wing AirbagのSpecial 40th Anniversary Editionを翌14日から、Gold Wing F6B Deluxeを同年12月5日から、受注を開始すると発表した[207][208]。当地の呼称は、「ゴールドウイング」および「ゴールドウイング ＜エアバッグ・ナビ＞」並びに「ゴールドウイング SE」および「ゴールドウイング SE＜エアバッグ・ナビ＞」並びに「ゴールドウイング F6B」[207][208]。「ゴールドウイング F6B」には後退機能も追加された[208]。車体塗色は、「ゴールドウイング」および「ゴールドウイング ＜エアバッグ・ナビ＞」がパールグレアホワイト、デジタルシルバーメタリックおよびグラファイトブラック、「ゴールドウイング SE」および「ゴールドウイング SE＜エアバッグ・ナビ＞」がキャンディープロミネンスレッドとグラファイトブラックのツートーン、「ゴールドウイング F6B」はマットビュレットシルバーおよびアトモスフィアブルーメタリック[207][208]。メーカー希望小売価格は、「ゴールドウイング」が税込2,408,400JPY、「ゴールドウイング ＜エアバッグ・ナビ＞」が税込2,916,000JPY、「ゴールドウイング SE」が税込2,516,400JPY、「ゴールドウイング SE＜エアバッグ・ナビ＞」が税込3,024,000JPYおよび「ゴールドウイング F6B」が税込2,214,000JPY[207][208]。販売計画台数は、「ゴールドウイング F6B」が150台、それ以外が400台[207][208]。また、2015年（平成27年）3月6日には、Gold Wing Valkyrieを同年3月13日から受注販売すると発表した[209]。当地での呼称は「ゴールドウイング F6C」[209]。車体塗色はグラファイトブラックに加えキャンディープロミネンスレッドの2色となった[209]。メーカー希望小売価格は税込1,998,000JPY、販売計画台数は100台[209]。
- インド - 2014年11月にGold Wing 40th Anniversary Editionの販売を開始した[210]。Fly Wheel Auto Awards 2015のImport Bike of the Yearを受賞している[211]。

#### 2016年型
- 米国 - 2015年9月1日に、Gold Wingを同年11月から、Gold Wing F6Bを同年12月から発売すると発表した[212]。車体塗色は、Gold Wing Audio Comfort、Gold Wing Audio Comfort Navi XMおよびGold Wing Audio Comfort Navi XM ABSがGrey MetallicとBlackのツートーン、Matte Altair SilverおよびCandy Red[212]。Gold Wing AirbagがGrey MetallicとBlackのツートーン[212]。Gold Wing F6BがMatte Silver、Gold Wing F6B Deluxeが、Matte SilverおよびMatte Pearl White[212]。メーカー希望小売価格は、Gold Wing Audio Comfortが23,990USD、Gold Wing Audio Comfort Navi XMが26,899USD、Gold Wing Audio Comfort Navi XM ABSが28,129USD、Gold Wing Airbagが30,599USD、Gold Wing F6Bが20,499USD、Gold Wing F6B Deluxeが21,499USD[213][214]。
- 欧州 - 2016年6月9日にGold Wing Audio Comfort Navi XM ABSを発売すると発表された[215]。衛星ラジオ放送受信機に代わりRDSラジオ受信機が搭載されている[215]。また、オートモーティブ・ナビゲーション・システムは搭載していない[215]。当地での呼称は「GL1800 Gold Wing」[215]。Gold Wingの車体塗色は、Pearl Glare WhiteおよびCandy Prominence Redに、Altair Silver MetallicおよびSE Two-Tone Heavy Grey Metallicを加えた[215]。
- 日本 - 2015年（平成27年）11月24日に、Gold Wing Audio Comfortのみを「ゴールドウイング」の呼称で、受注を開始すると発表した[216]。車体塗色はパールグレアホワイトおよびキャンディープロミネンスレッド並びにツートーンのヘビーグレーメタリック-Uを加えた3色[216]。メーカー希望小売価格はパールグレアホワイトにキャンディープロミネンスレッドが税込2,408,400JPY、ヘビーグレーメタリック-Uが税込2,516,400JPYで、販売計画台数は300台とされた[216]。

#### 2017年型
- 米国 - 2016年10月4日に、Gold Wingを2017年1月から発売すると発表した[217]。車体塗色は、Gold Wing Audio ComfortがCandy Red、Ultra Blue MetallicとBlackのツートーン[217]。Gold Wing Audio Comfort Navi XMおよびGold Wing Audio Comfort Navi XM ABSがCandy Red、Pearl WhiteおよびUltra Blue MetallicとBlackのツートーン[217]。メーカー希望小売価格は、Gold Wing Audio Comfortが23,990USD、Gold Wing Audio Comfort Navi XMが26,899USD、Gold Wing Audio Comfort Navi XM ABSが28,129USD[218]。
- 日本 - 2016年（平成28年）10月14日に、Gold Wing Audio Comfortのみを「ゴールドウイング」の呼称で、同月27日に受注を開始すると発表した[219]。車体塗色はパールグレアホワイトおよびキャンディープロミネンスレッド並びにツートーンのヘビーグレーメタリック-Uおよびグリントウェーブブルーメタリックを加えた4色。メーカー希望小売価格はパールグレアホワイトおよびキャンディープロミネンスレッドが税込2,408,400JPY、ヘビーグレーメタリック-Uおよびグリントウェーブブルーメタリックが税込2,516,400JPYで、販売計画台数は300台とされた。2017年5月に「生産終了」となった[220]。平成28年排出ガス規制が背景にあるとの指摘もあった[221]。

### リコール
- 米国 -アメリカンホンダモーターカンパニー・インコーポレーテッドが、全米幹線道路交通安全局に届け出たリコールは次のとおり。
  - 2005年1月24日届出[222]。対象となるのは2002年型から2004年型のGL1800およびGL1800Aで、不具合が発生した装置は圧力制御伝達部[222]。前後輪連動制動機能が付いた二輪車において、前後制動力配分をコントロールするプロポーショナル・コントロール・バルブ内のブレーキ液圧保持シールのリップ加工寸法が不適切なため、リップの先端が潰れて液圧保持のシール機能が低下するものがある[222]。対策として、プロポーショナル・コントロール・バルブの液圧保持状態を点検し、液圧が保持できないものはプロポーショナル・コントロール・バルブを良品と交換する[222]。
  - 2005年1月31日届出[222]。対象となるのは2001年型から2004年型のGL1800およびGL1800Aで、不具合が発生した装置は車枠[222]。後輪緩衝装置の支持部と車枠との溶接が不適切なため、当該溶接部の強度が不足しているものがある。そのため、深いくぼみの通過、障害物の乗り越え等により、後輪に強い衝撃を受けた場合、当該溶接部に亀裂又は破損が発生することがある[222]。最悪の場合、後輪緩衝装置が支持を失い、走行安定性が損なわれるおそれがある[222]。対策として、当該部を点検し、溶接部が破損しているものは車枠を新品と交換する。破損していないものは溶接補強を行う[222]。対象台数は34,919台[222]。
  - 2011年12月1日届出[222]。対象となるのは2001年型から2010年型および2012年型のGL1800で、不具合が発生した装置は圧力制御伝達部[222]。前後輪連動制動機能が付いた制動装置において、制動時に前輪から後輪へ制動力を伝えるセカンダリ・ブレーキ・マスタ・シリンダの構造が不適切なため、液圧を解除するための油路が閉塞するものがある。そのため、後輪制動装置が作動したままの状態となり、最悪の場合、制動装置が過熱し、火災に至るおそれがある[222]。対策として、検査治具でセカンダリ・ブレーキ・マスタ・シリンダの閉塞有無を点検し、閉塞が認められる場合は、セカンダリ・ブレーキ・マスタ・シリンダを対策品と交換する[222]。対象台数は126,000台[222]。
  - 2015年10月23日届出[222]。対象となるのは2001年型から2010年型および2012年型から2015年型のGL1800、2001年型から2005年型のGL1800Aおよび2013年型から2015年型のGL1800Bで、不具合が発生した装置は圧力制御伝達部[222]。前後輪連動制動機能が付いた制動装置において、制動時に前輪から後輪へ制動力を伝えるセカンダリ・ブレーキ・マスタ・シリンダの構造が不適切なため、ブレーキ・ホースから溶け出した亜鉛化合物とブレーキ液中の成分が反応して生成された化合物によって、制動装置の液圧を解除するための油路が閉塞することがある[222]。最悪の場合、制動装置が過熱し火災に至るおそれがある[222]。対策として、セカンダリ・ブレーキ・マスタ・シリンダを対策品に交換する。また、ブレーキ配管を清掃し、リヤ・マスタ・シリンダを新品に交換する[222]。対象台数は145,219台[222]。
  - 2016年5月24日届出[223]。対象となるのは2006年型から2010年型のGL1800で、不具合が発生した装置はエアバッグ・モジュール[223]。エアバッグの膨張装置において、環境温度および湿度変化の繰り返しによりガス発生剤が劣化することがある。そのため、膨張装置内圧の異常上昇で金属製の膨張装置容器が破裂すると、その破片を浴びた運転者が死傷する可能性がある[223]。対策として、エアバッグ・モジュールを対策品に交換する[223]。対象台数は2,701台[223]。
  - 2017年1月10日届出[223]。対象となるのは2006年型から2009年型および2012年型のGL1800で、不具合が発生した装置はエアバッグ・モジュール[223]。エアバッグの膨張装置において、環境温度および湿度変化の繰り返しによりガス発生剤が劣化することがある。そのため、膨張装置内圧の異常上昇で金属製の膨張装置容器が破裂すると、その破片を浴びた運転者が死傷する可能性がある[223]。対策として、エアバッグ・モジュールを対策品に交換する[223]。対象台数は882台[223]。
  - 2018年1月9日届出[224]。対象となるのは2009年型から2010年型および2012年型から2016年型のGL1800で、不具合が発生した装置はエアバッグ・モジュール[224]。エアバッグの膨張装置において、環境温度および湿度変化の繰り返しによりガス発生剤が劣化することがある。そのため、膨張装置内圧の異常上昇で金属製の膨張装置容器が破裂すると、その破片を浴びた運転者が死傷する可能性がある[224]。対策として、エアバッグ・モジュールを対策品に交換する[224]。対象台数は882台[224]。
- カナダ
  - 2017年1月16日発表[225]。対象となるのは2007年型から2008年型のGold Wing Airbagで、不具合が発生した装置はエアバッグ・モジュール[225]。対策として、エアバッグ・モジュールを対策品に交換する[225]。対象台数は260台[225]。
  - 2018年1月9日発表[226]。対象となるのは2009年型から2010年型および2012年型から2016年型のGold Wing Airbagで、不具合が発生した装置はエアバッグ・モジュール[226]。対策として、エアバッグ・モジュールを対策品に交換する[226]。対象台数は922台[226]。
- 欧州 - 欧州委員会司法・消費者総局（ドイツ語版）（独: Generaldirektion Justiz und Verbraucher）[注 16]に加盟各国が届け出た、危険な製品に対して講じられた措置に関する情報は次のとおり。
  - 2015年11月6日にポーランドが届出[228]。対象となるのは2001年型から2016年型のGL1800およびGL1800Bで、制動装置の不具合から、液圧を解除するための油路が閉塞し、後輪制動装置が作動したままの状態となる場合がある[228]。そのため、制動装置が過熱し火傷を負う恐れがある[228]。対策としては、回収[228]。
  - 2016年7月1日に英国が届出[229]。対象となるのは2006年型から2007年型のGL1800で、エアバッグの膨張装置が環境温度および湿度変化の繰り返しによりガス発生剤が劣化することがあり、膨張装置内圧の異常上昇で金属製の膨張装置容器が破裂すると、その破片を浴びた運転者が負傷する可能性がある[229]。対策としては、回収[229]。
  - 2017年2月24日に英国が届出[230]。対象となるのは2008年型のGL1800Aで、エアバッグの膨張装置が環境温度および湿度変化の繰り返しによりガス発生剤が劣化することがあり、膨張装置内圧の異常上昇で金属製の膨張装置容器が破裂すると、その破片が飛散する可能性がある[230]。対策としては、回収[230]。
  - 2018年2月3日にギリシャが届出[231]。対象となるのは2010年型から2016年型のGL1800Aで、エアバッグの膨張装置が環境温度および湿度変化の繰り返しによりガス発生剤が劣化することがあり、膨張装置内圧の異常上昇で金属製の膨張装置容器が破裂すると、その破片を浴びた運転者が負傷する可能性がある[231]。対策としては、回収[231]。

- 英国 - 運転者・車両基準庁（英語版）（英: Driver and Vehicle Standards Agency）[注 17]が発表したリコールは次のとおり。
  - 2012年2月13日発表[233]。不具合が発生した装置は圧力制御伝達部[233]。前後輪連動制動機能が付いた制動装置において、制動時に前輪から後輪へ制動力を伝えるセカンダリ・ブレーキ・マスタ・シリンダの構造が不適切なため、液圧を解除するための油路が閉塞するものがある。そのため、後輪制動装置が作動したままの状態となり、最悪の場合、制動装置が過熱し、火災に至るおそれがある[233]。対策として、検査治具でセカンダリ・ブレーキ・マスタ・シリンダの閉塞有無を点検し、閉塞が認められる場合は、セカンダリ・ブレーキ・マスタ・シリンダを対策品と交換する[233]。対象台数は1,821台[233]。

- 豪州 - 本田技研工業が、オーストラリア競争・消費者委員会（英語版）（英: Australian Competition and Consumer Commission）[注 18]に届け出たリコールは次のとおり。
  - 2017年2月13日届出[235]。対象となるのは2012年型から2016年型のGL1800で、不具合が発生した装置はエアバッグ・モジュール[235]。エアバッグの膨張装置において、環境温度および湿度変化の繰り返しによりガス発生剤が劣化することがある[235]。そのため、膨張装置内圧の異常上昇で金属製の膨張装置容器が破裂すると、その破片を浴びた運転者が死傷する可能性がある[235]。対策として、エアバッグ・モジュールを対策品に交換する[235]。

- ニュージーランド - Blue Wing Honda Ltd[注 20]が、ニュージーランド交通庁（英語版）（英: New Zealand Transport Agency）[注 21]に届け出たリコールは次のとおり。
  - 2017年2月2日届出[239]。対象となるのは2008年型から2010年型および2012年型のGL1800で、不具合が発生した装置はエアバッグ・モジュール[239]。対策として、エアバッグ・モジュールを対策品に交換する[239]。

- 日本 - ホンダオブアメリカマニュファクチュアリング・インコーポレーテッド若しくは本田技研工業が、国土交通大臣に届け出た自動車リコールは次のとおり。
  - 2003年（平成15年）9月30日届出[240]。対象となるのは2002年型のゴールドウイングで、不具合が発生した装置は車枠[240]。後輪緩衝装置の支持部と車枠との溶接が不適切なため、当該溶接部の強度が不足しているものがある。そのため、深いくぼみの通過、障害物の乗り越え等により、後輪に強い衝撃を受けた場合、当該溶接部に亀裂又は破損が発生することがある[240]。最悪の場合、後輪緩衝装置が支持を失い、走行安定性が損なわれるおそれがある[240]。対策として、当該部を点検し、溶接部が破損しているものは車枠を新品と交換する。破損していないものは溶接補強を行う[240]。対象台数は245台[240]。
  - 2005年（平成17年）1月25日届出[241]。対象となるのは2001年型から2002年型のゴールドウイングで、不具合が発生した装置は圧力制御伝達部[241]。前後輪連動制動機能が付いた二輪車において、前後制動力配分をコントロールするプロポーショナル・コントロール・バルブ内のブレーキ液圧保持シールのリップ加工寸法が不適切なため、リップの先端が潰れて液圧保持のシール機能が低下するものがある[241]。最悪の場合、ブレーキ液が漏れて後輪制動が効かなくなるおそれがある[241]。対策として、プロポーショナル・コントロール・バルブの液圧保持状態を点検し、液圧が保持できないものはプロポーショナル・コントロール・バルブを良品と交換する[241]。対象台数は700台[241]。
  - 2005年（平成17年）2月8日に、2003年（平成15年）9月30日届出について追加届出[242][243]。対象に2001年型および2003年型のゴールドウイングが加わり、総対象台数は1,215台となった[242][243]。
  - 2011年（平成23年）12月2日届出[244]。対象となるのは2001年型から2008年型のゴールドウイングで、不具合が発生した装置は圧力制御伝達部[244]。前後輪連動制動機能が付いた制動装置において、制動時に前輪から後輪へ制動力を伝えるセカンダリ・ブレーキ・マスタ・シリンダの構造が不適切なため、液圧を解除するための油路が閉塞するものがある。そのため、後輪制動装置が作動したままの状態となり、最悪の場合、制動装置が過熱し、火災に至るおそれがある[244]。対策として、検査治具でセカンダリ・ブレーキ・マスタ・シリンダの閉塞有無を点検し、閉塞が認められる場合は、セカンダリ・ブレーキ・マスタ・シリンダを対策品と交換する[244]。対象台数は2,500台[244]。
  - 2014年（平成26年）11月20日届出[245]。対象となるのは2014年型のゴールドウイングおよびゴールドウイング F6Bで、不具合が発生した装置は積算距離計[245]。マルチ・インフォメーション・ディスプレイ表示を制御するマイクロ・コンピュータの内部回路が不適切なため、イグニッションスイッチをオンにした際に、マルチ・インフォメーション・ディスプレイが表示されないことがある。そのため、そのままの状態で走行すると、走行距離値が積算されないおそれがある[245]。対策として、マルチ・インフォメーション・ディスプレイを対策品と交換する。また、取扱説明書のマルチ・インフォメーション・ディスプレイ操作表示画面に関する記載内容に改訂シールを貼付する[245]。対象台数は174台[245]。
  - 2015年（平成27年）10月15日届出[246]。対象となるのは2001年型から2009年型のゴールドウイングで、不具合が発生した装置は圧力制御伝達部[246]。前後輪連動制動機能が付いた制動装置において、制動時に前輪から後輪へ制動力を伝えるセカンダリ・ブレーキ・マスタ・シリンダの構造が不適切なため、ブレーキ・ホースから溶け出した亜鉛化合物とブレーキ液中の成分が反応して生成された化合物によって、制動装置の液圧を解除するための油路が閉塞することがある[246]。最悪の場合、制動装置が過熱し火災に至るおそれがある[246]。対策として、セカンダリ・ブレーキ・マスタ・シリンダを対策品に交換する。また、ブレーキ配管を清掃し、リヤ・マスタ・シリンダを新品に交換する[246]。対象台数は2,500台[246]。
  - 2015年（平成27年）10月15日届出[247]。対象となるのは2012年型から2015年型のゴールドウイング並びに2013年型から2015年型のゴールドウイング F6Bで、不具合が発生した装置は圧力制御伝達部[247]。前後輪連動制動機能が付いた制動装置において、制動時に前輪から後輪へ制動力を伝えるセカンダリ・ブレーキ・マスタ・シリンダの構造が不適切なため、ブレーキ・ホースから溶け出した亜鉛化合物とブレーキ液中の成分が反応して生成された化合物によって、制動装置の液圧を解除するための油路が閉塞することがある[247]。最悪の場合、制動装置が過熱し火災に至るおそれがある[247]。対策として、セカンダリ・ブレーキ・マスタ・シリンダを対策品に交換する。また、ブレーキ配管を清掃し、リヤ・マスタ・シリンダを新品に交換する[247]。対象台数は3,090台[247]。
  - 2016年（平成28年）6月9日届出[248]。対象となるのは2007年型から2009年型のゴールドウイングで、不具合が発生した装置はエアバッグ・モジュール[248]。エアバッグの膨張装置において、環境温度および湿度変化の繰り返しによりガス発生剤が劣化することがある。そのため、エアバッグ展開時に膨張装置内圧が異常上昇して、膨張装置容器が破損するおそれがある[248]。対策として、エアバッグ・モジュールを対策品に交換する[248]。なお、部品の準備に時間を要することから、当面の暫定措置としてエアバッグの機能を停止するとともに、エアバッグ警告灯を点灯させ、エアバッグ・モジュール・カバーに該当エアバッグが作動しない旨の警告を表示する[248]。対象台数は380台[248]。
  - 2016年（平成28年）6月9日届出[249]。対象となるのは2012年型から2014年型のゴールドウイングで、不具合が発生した装置はエアバッグ・モジュール[249]。エアバッグの膨張装置において、環境温度および湿度変化の繰り返しによりガス発生剤が劣化することがある。そのため、エアバッグ展開時に膨張装置内圧が異常上昇して、膨張装置容器が破損するおそれがある[249]。対策として、エアバッグ・モジュールを対策品に交換する[249]。なお、部品の準備に時間を要することから、当面の暫定措置としてエアバッグの機能を停止するとともに、エアバッグ警告灯を点灯させ、エアバッグ・モジュール・カバーに該当エアバッグが作動しない旨の警告を表示する[249]。対象台数は900台[249]。
  - 2018年（平成30年）7月26日届出[250]。対象となるのは2014年型および2015年型のゴールドウイングF6Cで、不具合が発生した装置は排気または消音システム[250]。騒音ラベルにおいて、騒音試験の申請不備、又は騒音試験成績書の記載内容の誤記のため、騒音ラベルに騒音試験条件、又は加速騒音値が正確に記載されていない[250]。そのため、車両並びに車両への取付又は車両における使用が可能な装置および部品に係る統一的な技術上の要件の採択並びにこれらの要件に基づいて行われる認定の相互承認のための条件に関する協定規則第41号の技術的な要件に適合しない[250]。対策として、騒音ラベルを良品に貼り替える[250]。対象台数は229台[250]。
  - 2021年（令和3年）7月8日届出[251]。対象となるのは2014年型および2015年型のゴールドウイングF6Cで、不具合が発生した装置は灯火装置[251]。灯火装置において、走行用前照灯とすれ違い用前照灯切換えスイッチの接点構造が不適切なため、はんだフラックスが接点表面に付着するものがある[251]。そのため、そのまま使用を続けると、切換えスイッチが接触不良となり、最悪の場合、走行用前照灯が不灯となるおそれがある[251]。対策として、対策品の前照灯スイッチを組付けたウィンカ・スイッチ・アッセンブリと交換する[251]。対象台数は229台[249]。

## 第六世代

### GL1800（SC79）
17年振りに全面改良されたGold Wingが、2017年10月25日に日本および米国で世界初公開された。型式はSC79で、引き続き熊本製作所で製造する。Gold Wing modelsとTour modelsの2系統があり、Gold Wing modelsはGold Wing Tour（日: ゴールドウィングツアー）などTour modelsに装備されているトップ・ケースなどが省かれている。各々に自動変速機（デュアルクラッチトランスミッション (DCT) ）搭載車が設定されるとともに、Tour modelsにはDCTに加えエアバッグを装備したモデルも設定され、ラインナップは全5種となった。また、18の仕向地の事情に仕様を合わせたため開発モデルは48種に及んだ。米国市場では其々を、Gold Wing、Gold Wing DCT、Gold Wing Tour、Gold Wing Tour DCTおよびGold Wing Tour DCT Airbagと呼称している。これらの呼称は、仕向地によって変更されている例があるが、本項では特に断らない限り、各モデルの呼称は仕向地に関わらず米国市場での呼称に拠った。開発責任者は本田技術研究所二輪R&Dセンターの中西豊で、独自の二輪車用ダブルウィッシュボーン式の前輪懸架装置を採用するなど、車体と原動機を新開発し、世代交代で初めて小型軽量化を実現した。また、世界初のApple CarPlay対応の自動二輪車となった。
2020年にAndroid Autoに対応した。2020年型までのSC79は、ソフトウエアの更新で対応できる。

#### 2018年型
- 米国 - アメリカンホンダモーターカンパニー・インコーポレーテッドは、2017年10月25日にサンタバーバラで発表会を開き、全面改良した2018年型を2018年2月に発売すると発表した[256]。ラインナップはGold Wing modelsがGold WingおよびGold Wing DCTの2種、Tour modelsがGold Wing Tour、Gold Wing Tour DCTおよびGold Wing Tour DCT Airbagの3種の計5種[256]。車体塗色は、Gold Wing modelsが、Candy Ardent Red、Matte Majestic SilverおよびPearl Stallion Brown[256]。Gold Wing TourおよびGold Wing Tour DCTが、Candy Ardent Red、Pearl WhiteおよびPearl Hawkseye Blue[256]。Gold Wing Tour DCT Airbagが、Candy Ardent RedとBlackのツートーン[256]。メーカー小売希望価格は、Gold Wingが23,500USDから、Gold Wing DCTが24,700USDから、Gold Wing Tourが26,700USDから、Gold Wing Tour DCTが27,700USDから、Gold Wing Tour DCT Airbagが31,500USDである[256]。Gold Wing TourがCycle World誌のTen Best Bikes of 2018でBest Touring Bikeに選出された[267]。
- 欧州 - 2017年10月25日午前4時[注 24]に、全面改良された2018年型のGold Wing、Gold Wing TourおよびGold Wing Tour DCT Airbagの3種を発売すると発表した[269]。当地での販売呼称はそれぞれ、「GL1800 Gold Wing」、「GL1800 Gold Wing ‘Tour’」および「GL1800 Gold Wing ‘Tour’ with DCT & air bag」となる。EU圏内統一排出ガス規制のEURO4に対応している[270]。車体塗色は、「GL1800 Gold Wing」がMatte Majestic Silver、「GL1800 Gold Wing ‘Tour’」がCandy Argent RedおよびPearl Glare White、「GL1800 Gold Wing ‘Tour’ with DCT & air bag」がCandy Argent RedとDarkness BlackのツートーンおよびDarkness Black metallic[269]。2018年4月に発売され、価格は「GL1800 Gold Wing」が25,999EUR、「GL1800 Gold Wing ‘Tour’ 」が32,999EUR 、「GL1800 Gold Wing ‘Tour’ with DCT & air bag」が35,999EUR[271]。英国ではAuto Trader Best Bike Awards 2018のBest Tourerを受賞した[272]。フランスでは2018年の年間販売台数が1,000台を越え、国別の年間販売台数でカナダを抜いて米国に次ぐ2位となった[273]。
- 日本 - 本田技研工業は、2017年（平成29年）10月25日から開催の第45回東京モーターショー2017で、全面改良した2018年型 Gold Wing（日: ゴールドウィング[注 23]）を2018年（平成30年）4月から新販売網のHonda Dreamで販売すると発表した[266][275]。販売されるのはGold Wing、Gold Wing TourおよびGold Wing Tour DCT Airbagの3種で、当地での販売呼称はそれぞれ、「Gold Wing」、「Gold Wing Tour」および「Gold Wing Tour Dual Clutch Transmission <AIRBAG>」となる[266]。平成28年排出ガス規制に適合している[266]。販売計画台数は500台[266]。車体塗色とメーカー希望小売価格は、「Gold Wing」がキャンディー アーダント レッド、パール スタリオン ブラウンおよびマット マジェスティック シルバー メタリックで税込2,732,400JPY、「Gold Wing Tour」が、キャンディー アーダント レッド、パール グレア ホワイトおよびパール ホークスアイ ブルーで、キャンディー アーダント レッドおよびパール グレア ホワイトが税込2,959,200JPY、パール ホークスアイ ブルーが税込3,013,200JPY、「Gold Wing Tour Dual Clutch Transmission <AIRBAG>」が、キャンディー アーダント レッドとブラックメタリックのツートーンで税込3,315,600JPY[266]。また、本田技研工業は皇宮警察本部と共同で「GL1800 Gold Wing」を改造した側車（護衛車）を開発した[276]。
- 中国 - 2018年4月開催の2018年北京モーターショー（中: 2018（第十五届）北京国际汽车展览会）[注 25]で、Tour modelsを「Gold Wing」として展示した[278]。中国でGold Wingを一般公開するのは初めて[278]。同年12月には「Gold Wing（金翼）GL1800」の車名で中国国内市場に初投入した[279]。Tour models全3種が販売され、それぞれをGL1800 MT、GL1800 DCTおよびGL1800 AIRBAGと呼称している[280]。
- インド - 2017年12月5日から受注受付を開始[281][282]、翌2018年2月開催の2018 Auto Expoにて実車を初展示、同年6月に納車が始まった[283]。販売されるのは、Gold Wing DCTおよびGold Wing Tour DCTの2種で、車体塗色はCandy Ardent Redのみである[283]。
- インドネシア - インドネシア・インターナショナル・モーターショー2018（英: Indonesia International Motor Show 2018）[注 26]で、Gold Wingの正規一般販売を発表した[285]。販売されるのはGold Wing DCTのみで、ジャカルタ首都特別州での乗り出し価格は1.010.000.000IDR[285]。
- ベトナム - ホンダベトナムカンパニー・リミテッド（越: Công ty Honda Việt Nam）[注 27]は、ベトナム国内市場でGold Wing Tour DCT Airbagを含む大排気量自動二輪車の販売を決め、2018年5月18日に専売店「Honda Moto」を開設した[287][288][289][290]。
- コロンビア - 2018年11月にボゴタで開催された国際自動車見本市で、Gold Wing Tour DCTを展示した[291]。

#### 2019年型
- 米国 - 2018年9月5日に、同年冬に発売することが発表された[292]。ナビゲーション・システム・ソフトウェアがアップデートされている[292]。車体塗色は、Gold Wingが、Darkness Black Metallic、Gold Wing DCTが、Candy Ardent Red、Matte Majestic SilverおよびDarkness Black Metallic、Gold Wing TourおよびGold Wing Tour DCTが、Candy Ardent Red、Darkness Black MetallicおよびPearl Hawkseye Blue、Gold Wing Tour DCT Airbagが、Candy Ardent RedとBlackのツートーンである[292]。メーカー小売希望価格は、Gold Wingが23,800USD、Gold Wing DCTが25,000USDから、Gold Wing Tourが27,000USDから、Gold Wing Tour DCTが28,000USDから、Gold Wing Tour DCT Airbagが31,800USDである[292]。
- 欧州 - 2018年11月6日に開催されたミラノショーで車体塗色の変更が発表された[293]。車体塗色は、「GL1800 Gold Wing」がDarkness Black MetallicおよびMat Majestic Silver Metallic、「GL1800 Gold Wing ‘Tour’」がCandy Argent Redおよび新色のDarkness Black Metallic、「GL1800 Gold Wing ‘Tour’ with DCT & air bag」がCandy Argent RedとDarkness BlackのツートーンおよびDarkness Black metallic[293][294]。
- 日本 - 2018年（平成30年）10月12日に、同年11月9日から受注を開始すると発表した[295]。ラインナップにGold Wing DCTを加えられた[295]。当地での販売呼称は「Gold Wing Dual Clutch Transmission」である[295]。車体塗色は、「Gold Wing」および「Gold Wing Dual Clutch Transmission」がキャンディーアーダントレッドおよびマットマジェスティックシルバーメタリックに新色のダークネスブラックメタリック、「Gold Wing Tour」がキャンディーアーダントレッドおよびパールグレアホワイト並びに新色のダークネスブラックメタリック、「Gold Wing Tour Dual Clutch Transmission <AIRBAG>」がキャンディーアーダントレッドとブラックのツートーン並びに新色のダークネスブラックメタリック、キャンディーアーダントレッドおよびパールグレアホワイト[295]。販売計画台数は500台。メーカー希望小売価格は、Gold Wingが税込2,736,720JPY、Gold Wing DCTが税込2,877,120JPY、Gold Wing Tourが税込2,963,520JPY、Gold Wing Tour Air Bag DCTが税込2,963,520JPY[295]。
- ブラジル - 2018年10月23日から、Gold WingおよびGold Wing Tour Air Bag DCTの予約受付を開始、2019年5月13日から発売した[296][297]。車体塗色はCinza FoscoおよびVermelha[296]。サンパウロ州での公示価格は、Gold Wingが136,550.00BRL、Gold Wing Tour Air Bag DCTが156,550.00BRL[296]。
- インド - 2018年12月10日から受注が始まった[298]。販売されるのは、Gold Wing Tour DCTのみで、車体塗色はCandy Ardent Red、価格は27.79.000INR[298]である。

#### 2020年型
全車、左側サドルバッグ内にUSB充電器を標準装備された。Tour modelsは、LEDフォグ・ライトの装着、前後懸架装置の設定を最適化、グラブ・ハンドルの形状を変更した。
- 米国 - 2020年1月に発売された[265]。車体塗色とメーカー小売希望価格は、Gold WingがMatte Black Metallicで23,800USD、Gold Wing DCTはMatte Black Metallicで25,000USD、Gold Wing TourはPearl Glare Whiteが27,500USD、Candy Ardent RedとBlackのツートーンが28,000USD、Gold Wing Tour DCTはPearl Glare Whiteが28,500USD、Candy Ardent RedとBlackのツートーンが29,000USD、Gold Wing Tour DCT Air BagはDarkness Black MetallicとGrayツートーンで32,300USD[265]。
- 欧州 - 2019年10月に、燃料噴射装置や自動変速機などを改良した2020年型を発表した[299]。ラインナップにGold Wing DCTが追加され4種となった[299]。当地での販売呼称は「GL1800 Gold Wing with DCT」[299]。車体塗色は、「GL1800 Gold Wing」がMatte Majestic Silver Metallic、「GL1800 Gold Wing with DCT」がMatte Ballistic Black Metallic.「GL1800 Gold Wing ‘Tour’」がCandy Argent RedおよびDarkness Black Metallic、「GL1800 Gold Wing ‘Tour’ with DCT & air bag」がDarkness Black Metallic with Grey、Candy Ardent Red with Blackおよび新色のPearl Glare White[299]。
- 日本 - 2019年（令和元年）11月15日に、Gold Wingの受注を2020年（令和2年）2月14日から、Tour modelsの受注を2020年（令和2年）1月24日から開始すると発表した[300]。車体塗色は、「Gold Wing」および「Gold Wing Tour Dual Clutch Transmission」がマットマジェスティックシルバーメタリックおよび新色のマットバリスティックブラックメタリック、Gold Wing Tourがキャンディーアーダントレッド、パールグレアホワイトおよびダークネスブラックメタリック並びに新色のパールグレアホワイト（ストライプ）、「Gold Wing Tour Dual Clutch Transmission <AIRBAG>」がキャンディーアーダントレッド（ツートーン）、ダークネスブラックメタリックおよびパールグレアホワイト並びに新色のダークネスブラックメタリック（ツートーン）およびパールグレアホワイト（ストライプ）[300]。販売計画台数は700台[300]。メーカー希望小売価格は、「Gold Wing」が税込2,787,400JPY、「Gold Wing Tour Dual Clutch Transmission」が税込2,930,400JPY、Gold Wing Tourが税込3,018,400JPY、「Gold Wing Tour Dual Clutch Transmission <AIRBAG>」が税込3,381,400JPY[300]。
- ベトナム - 2020年7月25日発売[301]。価格は税込1,200,000,000VND[301]。

#### 2021年型
音響機器を、55Wスピーカーの採用、イコライザーの設定変更、音量の車速感応式自動調整レベルの最適化など改良し、Android Autoを工場出荷時から利用可能とした。Tour modelsのトップ・ケースの容量を約１割拡大するとともに、後部座席の背もたれ部分は角度と高さが見直された。
- 米国 - 2021年2月に発売された[302]。後部方向指示器が赤色に変更された[302]。車体塗色は、Gold WingおよびGold Wing DCTがDeep Pearl Gray、Gold Wing TourおよびGold Wing Tour DCTがCandy Ardent Red若しくはMetallic Black、Gold Wing Tour DCT AirbagがCandy Ardent Red[302]。メーカー小売希望価格は、Gold Wingが23,900USD、Gold Wing DCTが25,100USD、Gold Wing Tourが28,300USD、Gold Wing Tour DCTが29,300USD、Gold Wing Tour Air Bag DCTが32,600USDである[302]。Gold Wing Tour DCTがCycle World誌のTen Best Bikes of 2022でBest Touring Bikeに選出された[305]。
- カナダ - 2021年初頭に発売された[306]。懸架装置の設定が変更された[306]。車体塗色は、Gold WingはMat Ballistic Black Metallic、Gold Wing TourはGunmetalおよびMat Black、Gold Wing Tour DCT AirbagはCandy Ardent RedおよびBlackのツートーン[306]。メーカー小売希望価格は、Gold Wingが27,899CAD、Gold Wing DCTが29,099CAD、Gold Wing Tourが32,199CAD、Gold Wing Tour DCTが33,399CAD、Gold Wing Tour Air Bag DCTが35,999CADである[302]。
- 欧州 - 2021年2月に発売された[307]。EU圏内統一排出ガス規制のEURO5に対応した[308]。車体塗色は、「GL1800 Gold Wing」および「GL1800 Gold Wing with DCT」は新色のPearl Deep Mud Grey、「GL1800 Gold Wing ‘Tour’」はGunmetal Black Metallic、「GL1800 Gold Wing ‘Tour’ with DCT & air bag」はGunmetal Black MetallicおよびCandy Ardent Red[303][304]。フランスでは2021年の販売台数が千台を越え、国別の販売台数で米国に次ぐ2位となった[309]。スイスでの価格は、「GL1800 Gold Wing ‘Tour’」が33'890CHF、「GL1800 Gold Wing ‘Tour’ with DCT & air bag」が39'160CHFとした[310]。オーストリアでは、「GL1800 Gold Wing with DCT」および「GL1800 Gold Wing ‘Tour’ with DCT & air bag」の2種のみが販売された[311][312]。
- 日本 - 2021年（令和3年）1月29日に、2021年（令和3年）2月25日から受注を開始すると発表した[313]。DCT搭載車のみの販売となり、当地での販売呼称もGold Wing DCTが「Gold Wing」に、Gold Wing Tour Air Bag DCTが「Gold Wing Tour」に改められた[313]。車体塗色は、「Gold Wing」がマットバリスティックブラックメタリック、「Gold Wing Tour」がキャンディーアーダントレッド若しくはガンメタルブラックメタリック若しくはパールグレアホワイト[313]。販売計画台数は500台[313]。メーカー希望小売価格は、「Gold Wing」が税込2,948,000JPY、「Gold Wing Tour」が税込3,465,000JPY[313]。
- オーストラリア - Gold Wing DCT（当地での販売呼称はGoldwing）およびGold Wing Tour Air Bag DCT（当地での販売呼称はGoldwing Tour Premium）が販売された[314]。車体塗色は、「Goldwing」がPearl Deep Mud Gray、「Goldwing Tour Premium」がCandy Ardent Red若しくはGunmetal Black Metallic[314]。
- ベトナム - 2021年10月23日発売[315]。車体塗色は、赤色（越: Đỏ）および黒色（越: Đen）のツートーンと銀色（越: Bạc）および黒色のツートーンで、価格は税込1,230,000,000VND[315]。
- インド - 2021年6月16日から予約受付が始まった[316]。販売されるのは、Gold Wing TourおよびGold Wing Tour DCT Airbagで、車体塗色はGold Wing TourがPearl Glare White、Gold Wing Tour DCT AirbagがGunmetal Black Metallicである[316]。価格はハリヤナ州グルグラムで、Gold Wing Tourが37,20,342 INR、Gold Wing Tour DCT Airbagが39,16,055INR[317]。

#### 2022年型
- 米国 - 2021年12月に発売された[318]。Gold Wing modelsは、Gold Wingが外され、Gold Wing DCTのみとなった[318]。車体塗色は、Gold Wing DCTがNightshade Blue、Gold Wing TourおよびGold Wing Tour DCTがUltra Blue Metallic若しくはMetallic Black、Gold Wing Tour DCT AirbagがUltra Blue Metallic[318]。メーカー小売希望価格は、Gold Wing DCTが25,300USD、Gold Wing Tourが28,500USD、Gold Wing Tour DCTが29,500USD、Gold Wing Tour Air Bag DCTが32,800USDである[318]。Gold Wing Tour DCTがCycle World誌のTen Best Bikes of 2022でBest Touring Bikeに選出された[319]
- 欧州 - 2022年3月に発売した[320]。ラインナップから「GL1800 Gold Wing」が外れ、「GL1800 Gold Wing with DCT」改め「GL1800 Gold Wing」並びに「GL1800 Gold Wing ‘Tour’」改め「GL1800 Gold Wing Tour (manual gearbox option)」および「GL1800 Gold Wing ‘Tour’ with DCT & air bag」改め「GL1800 Gold Wing Tour (DCT and airbag option)」の3種となった[321][322]。車体塗色は、「GL1800 Gold Wing」が新色のMat Jeans Blue Metallic、「GL1800 Gold Wing Tour (manual gearbox option)」がGunmetal Black Metallic with blacked-out engine、「GL1800 Gold Wing Tour (DCT and airbag option)」がGunmetal Black Metallic with blacked-out engine並びに新色のGlint Wave Blue MetallicおよびPearl Glare White[323][324]。価格は、「GL1800 Gold Wing」が27,899EUR、「GL1800 Gold Wing Tour (DCT and airbag option)」が36,999EUR[320]。スイスでの価格は、「GL1800 Gold Wing」が30'080CHF、「GL1800 Gold Wing Tour (manual gearbox option)」が33'950CHF、「GL1800 Gold Wing Tour (DCT and airbag option)」が39'190CHFとした[325][326]。オーストリアでは、「GL1800 Gold Wing」および「GL1800 Gold Wing Tour (DCT and airbag option)」の2種のみが販売された[327][328]。
- 日本 - 2021年（令和3年）11月25日に、2022年（令和4年）4月21日から受注を開始すると発表した[329]。車体塗色は、「Gold Wing」が、ブルーの車体塗色を基調にエンジンカバーにレッドのアクセントを施したマットジーンズブルーメタリック、「Gold Wing Tour」が、フレームや足まわり、マフラー、エンジンのヘッドカバーなど、細部までブラックで統一したガンメタルブラックメタリック[329]。販売計画台数は400台[329]。メーカー希望小売価格は、「Gold Wing」が税込2,948,000JPY、「Gold Wing Tour」が税込3,465,000JPY[329]。2022年（令和4年）4月28日には、平成32年排出ガス規制を理由に、「Gold Wing」の受注を同年10月分で終了すると発表した[330]。
- ベトナム - 2022年2月27日発売[287]。車体塗色は、青色（越: Xanh）、黒色（越: Đen）および白色（越: Trắng）[331]。価格は税込1,230,000,000VNDだったが[287]、同年4月1日に税込1,231,000,000VNDに改訂された[332]。
- インド - 2022年4月19日から予約受付が始まった[317]。販売されるのはGold Wing Tour DCT Airbagのみとなり、車体塗色はGunmetal Black Metallicである[317]。価格はハリヤナ州グルグラムで39,20,000INR[317]。

#### 2023年型
- 米国 - 2022年11月に発売すると発表された[333]。車体塗色は、Gold Wing DCTがMatte Gray、Gold Wing TourおよびGold Wing Tour DCTがBlack若しくはCandy Ardent Red、Gold Wing Tour DCT AirbagがCandy Ardent Redで、メーカー小売希望価格は、Gold Wing DCTが25,600USD、Gold Wing Tourが28,600USD、Gold Wing Tour DCTが29,600USD、Gold Wing Tour Air Bag DCTが32,900USDである[333]。
- カナダ - 2022年秋に発売すると発表された[334]。車体塗色は、Gold WingおよびGold Wing DCTがMat Iridium Grey MetallicとMat Moiron Blackのツートーン、Gold Wing TourおよびGold Wing Tour DCTがCandy Ardent RedとBordeaux Red Metallicのツートーン若しくはGraphite Black、Gold Wing Tour DCT AirbagがCandy Ardent RedとBordeaux Red Metallicのツートーンで、メーカー小売希望価格は、Gold Wingが28,399CAD、Gold Wing DCTが29,599CAD、Gold Wing Tourが32,699CAD、Gold Wing Tour DCTが33,899CAD、Gold Wing Tour Air Bag DCTが36,499CADである[334]。
- 欧州 - 「GL1800 Gold Wing」にも液晶画面に警告が表示されるタイヤ空気圧監視システムを搭載すると発表された[335]。車体塗色は、「GL1800 Gold Wing」が新色のMatte Iridium GreyとMat Pearl Morion Blackのツートーン、「GL1800 Gold Wing Tour (manual gearbox option)」が新色のGraphite Black with brown engine cover、「GL1800 Gold Wing Tour (DCT and airbag option)」がPearl Glare White並びに新色のGraphite Black with brown engine coverおよびBeta Silver MetallicとIridium Gray Metallicのツートーン[336][337]。オーストリアおよびスイスでは、「GL1800 Gold Wing」および「GL1800 Gold Wing Tour (DCT and airbag option)」の2種のみが販売された[338][339]。
- 日本 - 2022年（令和4年）11月25日に、2023年（令和5年）2月16日から発売すると発表した[340]。「Gold Wing Tour」のみの販売となり、販売計画台数は400台[340]。平成32年排出ガス規制に適合している[340]。車体塗色は、継続色のパールグレアホワイト、主体色であるシルバーに随所にグレーを施すベータシルバーメタリック（ツートーン）およびブラックを主体色としつつブラウンのヘッドカバーを採用するグラファイトブラックを加えた3色となった[340]。メーカー希望小売価格は税込3,465,000JPY[340]。

#### 2024年型
- 米国 - 2023年11月に発売すると発表された[341]。Gold Wing modelsは、Gold Wingが戻され、Gold Wing およびGold Wing DCTとなった[341]。車体塗色は、Gold WingおよびGold Wing DCTがMatte Armored Green Metallic、Gold Wing TourおよびGold Wing Tour DCTがPearl White若しくはGray MetallicおよびBlackのツートーン、Gold Wing Tour Airbag DCTがPearl Whiteで、メーカー小売希望価格は、Gold Wingが24,700USD、Gold Wing DCTが25,700USD、Gold Wing Tourが28,700USD、Gold Wing Tour DCTが29,700USD、Gold Wing Tour Air Bag DCTが33,000USDである[341]。
- 欧州 - 2023年12月に発売すると発表された[342]。車体塗色は、「GL1800 Gold Wing」がMatt Armoured Green Metallic with brown detailing on the engine cases、「GL1800 Gold Wing Tour (manual gearbox option)」がHeavy Gray Metallic with Graphite Black detailing and bronze engine covers、「GL1800 Gold Wing Tour (DCT and airbag option)」がHeavy Gray Metallic with Graphite Black detailing and bronze engine covers、Pearl Glare White with Graphite Black detailingおよびBeta Silver MetallicとIridium Gray Metallicのツートーン[343][344]。オーストリアでは、「GL1800 Gold Wing」および「GL1800 Gold Wing Tour (DCT and airbag option)」の2種のみが販売された[345][346]。

### リコール
- 米国 - アメリカンホンダモーターカンパニー・インコーポレーテッドが、全米幹線道路交通安全局に届け出たリコールは次のとおり。
  - 2022年6月23日届出[347]。対象となるのはマニュアル・トランスミッションを搭載した2020年型から2022年型のGL1800で、不具合が発生した装置は原動機および原動機冷却装置[347]。エンジン・コントロール・ユニットのソフトウェアの不具合から、原動機が停止する可能性がある[347]。最悪の場合、予期せぬ原動機が停止で後続車輌等に追突される[347]。対策として、エンジン・コントロール・ユニットのソフトウェアを更新する[347]。対象台数は1,740台[347]。
- 欧州 - 欧州委員会司法・消費者総局に加盟各国が届け出た、危険な製品に対して講じられた措置に関する情報は次のとおり。
  - 2022年9月23日にポルトガルが届出[348]。対象となるのは2021年型から2022年型のGL1800DAおよびGL1800DBで、燃料噴射装置の不具合から、燃料噴射と点火が機能せず、走行中に原動機が停止する場合がある[348]。また、自動変速装置搭載車では、燃料噴射プログラムの誤動作からクラッチが外れ、動力が失われる可能性がある。もって、乗員が負傷する恐れがある[348]。対策としては、回収[348]。
- 日本 - 本田技研工業が、国土交通大臣に届け出た自動車リコールは次のとおり。
  - 2022年（令和4年）6月23日届出[349]。対象となるのは2020年型のゴールドウイングで、不具合が発生した装置は原動機[349]。手動変速機を搭載した車両において、エンジン制御コンピュータの点火時期制御プログラムが不適切なため、スロットル全閉でクラッチレバーを握る際の握り幅が小さい状態を保持すると、点火時期が遅れることがある[349]。そのため、エンジン回転数が低下し、エンストするおそれがある[349]。対策として、エンジン制御コンピュータを対策プログラムに書き換える[349]。対象台数は64台[349]。
  - 2024年（令和6年）1月26日届出[350]。対象となるのは2018年型から2023年型までのゴールドウイングで、不具合の部位は燃料装置（低圧燃料ポンプ）[350]。低圧燃料ポンプのインペラ（樹脂製羽根車）において、成形条件が不適切なため、樹脂密度が低くなって、燃料により膨潤して変形することがある[350]。そのため、インペラがポンプカバーと接触して燃料ポンプが作動不良となり、最悪の場合、走行中エンストに至るおそれがある[350]。対策として、2018年型は全車両、低圧燃料ポンプを対策品と交換、2019年型から2023年型までは全車両、低圧燃料ポンプの製造番号を点検し、該当するものは、低圧燃ポンプを対策品と交換する[350]。対象台数は3,014台[350]。

## 愛好家団体
米国
米国アリゾナ州フェニックスに本部を置くGold Wing Road Riders Association（GWRRA）は、単一機種の愛好家団体として世界最大を自称した。1977年に同地で設立し、53か国に800余支部が組織され、総会員数8万人超に拡大した。機関誌『Wing World』の発行や「Wing Ding」と呼ばれる年次大会開催を事業としたが、創立45周年となる2022年に解散した。解散にあたり、アメリカン・ホンダ・モーター・カンパニーは、GWRRAに謝意を表明した。GWRRAとは別に、1983年にAmerican Gold Wing Association（AGWA）が、その4年後にはGold Wing Touring Association（GWTA）が結成されている。
欧州
1978年5月6日に、欧州で最初の愛好者団体がスイスで結成された。その後、各国で同様の動きがあり、1983年3月5日に欧州における愛好者団体の包括組織Gold Wing European Federationが結成された。24か国の愛好者団体、11,000人が加盟している。

## 関連書籍
- Ken Vreeke, ed (1994) (英語). The First 20 Years. California: Vreeke & Associates. ISBN 0-96424910-3. OCLC 32431981[6][9]
- (英語) Honda Gold Wing. Motorcycle collector series. New Hampshire: Whitehorse Press. (2000). ISBN 1-88431322-1. OCLC 47266939[6][9]
- (英語) Honda Gold Wing. Great Bikes. California: Haynes Pub., Haynes North America. (2001). ISBN 1-85960-660-1. OCLC 48891251[6][9]

## 脚註